# Riesa

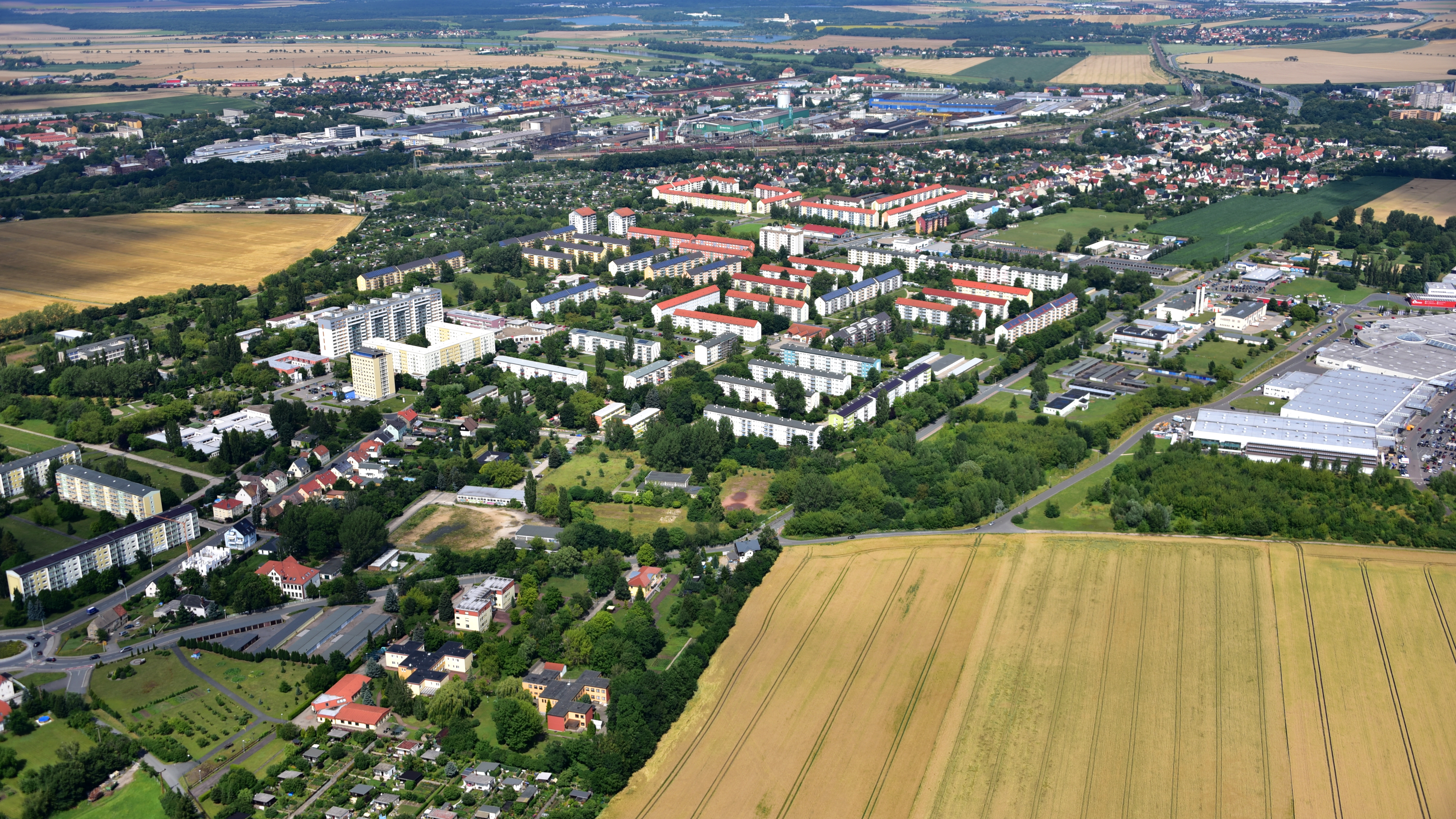
Riesa, Luftaufnahme, 2017

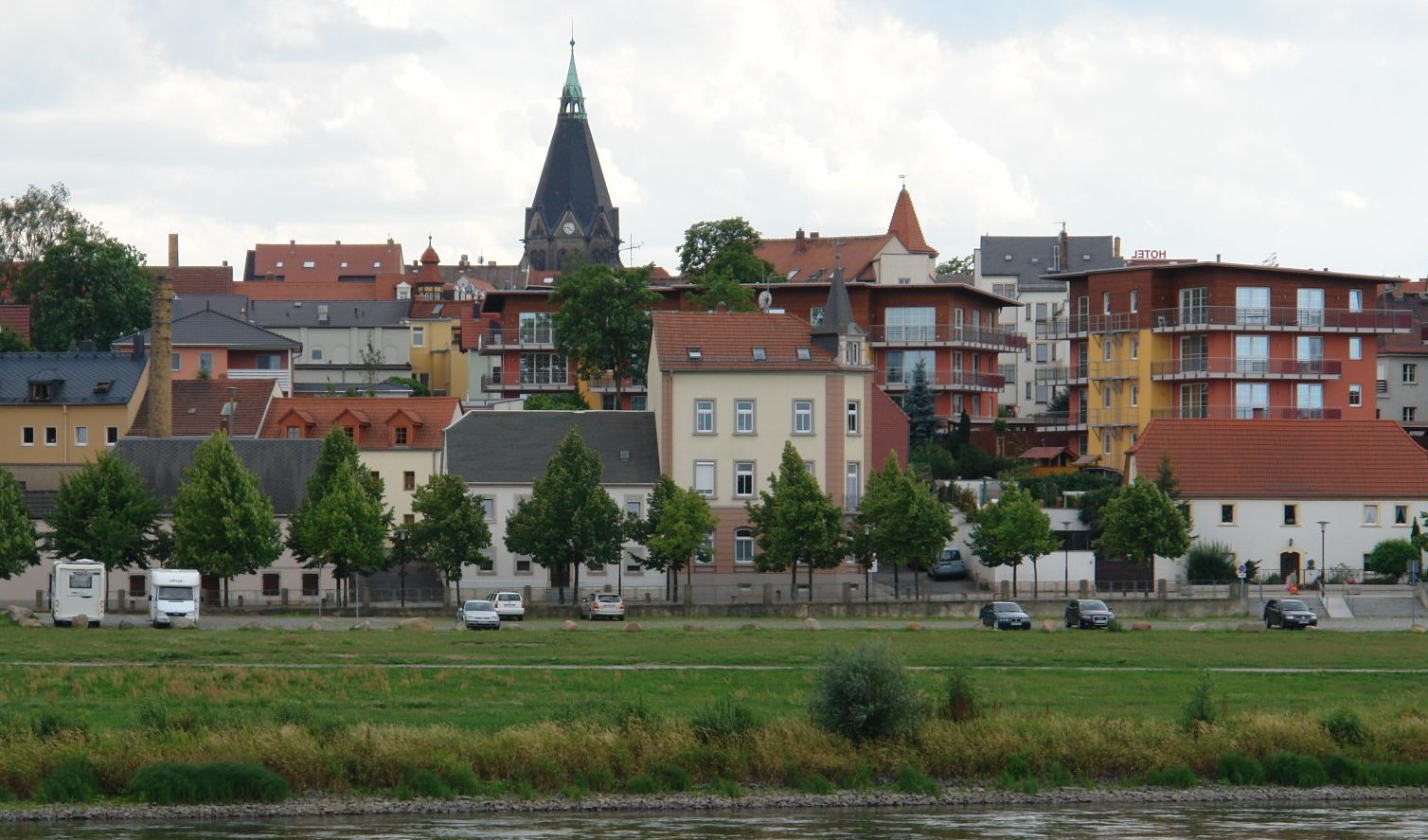
Blick über die Elbe auf Riesa, 2008

Riesa ist eine Mittelstadt im sächsischen Landkreis Meißen. Sie liegt auf einer Fläche von 58,91 Quadratkilometern linksseitig der Elbe. Bekannt wurde die Stadt vor allem durch ihre Stahlindustrie und als Sportstadt.
Seit 1994 ist Riesa eine Große Kreisstadt im Freistaat Sachsen.

## Geographie

### Geographische Lage
Riesa liegt an einem Elbbogen und an der Einmündung der Flüsse Jahna und Döllnitz, wobei der Hafen dem Ende des Flussverlaufs der Döllnitz folgt. Prägende Straßenverläufe sind die Pausitzer Delle und der Heideberg. Riesa befindet sich nördlich der Lommatzscher Pflege.

### Nachbargemeinden
Angrenzende Gemeinden sind Hirschstein, Nünchritz, Stauchitz, Zeithain und die Stadt Strehla im Landkreis Meißen sowie Liebschützberg im Landkreis Nordsachsen.

### Stadtgliederung
Zu Riesa gehören zehn Stadtteile:
| - Böhlen - Canitz - Gostewitz - Jahnishausen - Leutewitz | - Mautitz - Nickritz - Oelsitz - Pochra - Riesa |

Zum Stadtteil Riesa gehören das Stadtzentrum sowie die Ortsteile Göhlis, Gröba, Mergendorf, Merzdorf, Pausitz, Poppitz, Schwarzroda und Weida.

## Geschichte

### Namensherkunft
Riesa leitet sich aus Riezowe her. Dieser Name, latinisiert als Reszoa, taucht erstmals in einer Urkunde des Papstes Calixt II. vom Oktober 1119 auf, als Dietrich I., Bischof von Naumburg, das älteste Kloster der Mark Meißen weihte. Er benutzte den Namen der kleinen slawischen Siedlung in unmittelbarer Nähe des Klosters im Mündungsbereich der Jahna in die Elbe. Risowe bedeutet so viel wie Geländeeinschnitt, sodass der Name der Stadt frei als „Ort an der Flussmündung“ oder „Ort am Fluss“ übersetzt werden kann. Der Ortsname Riesa ist erstmals 1451 belegt.

### Antike

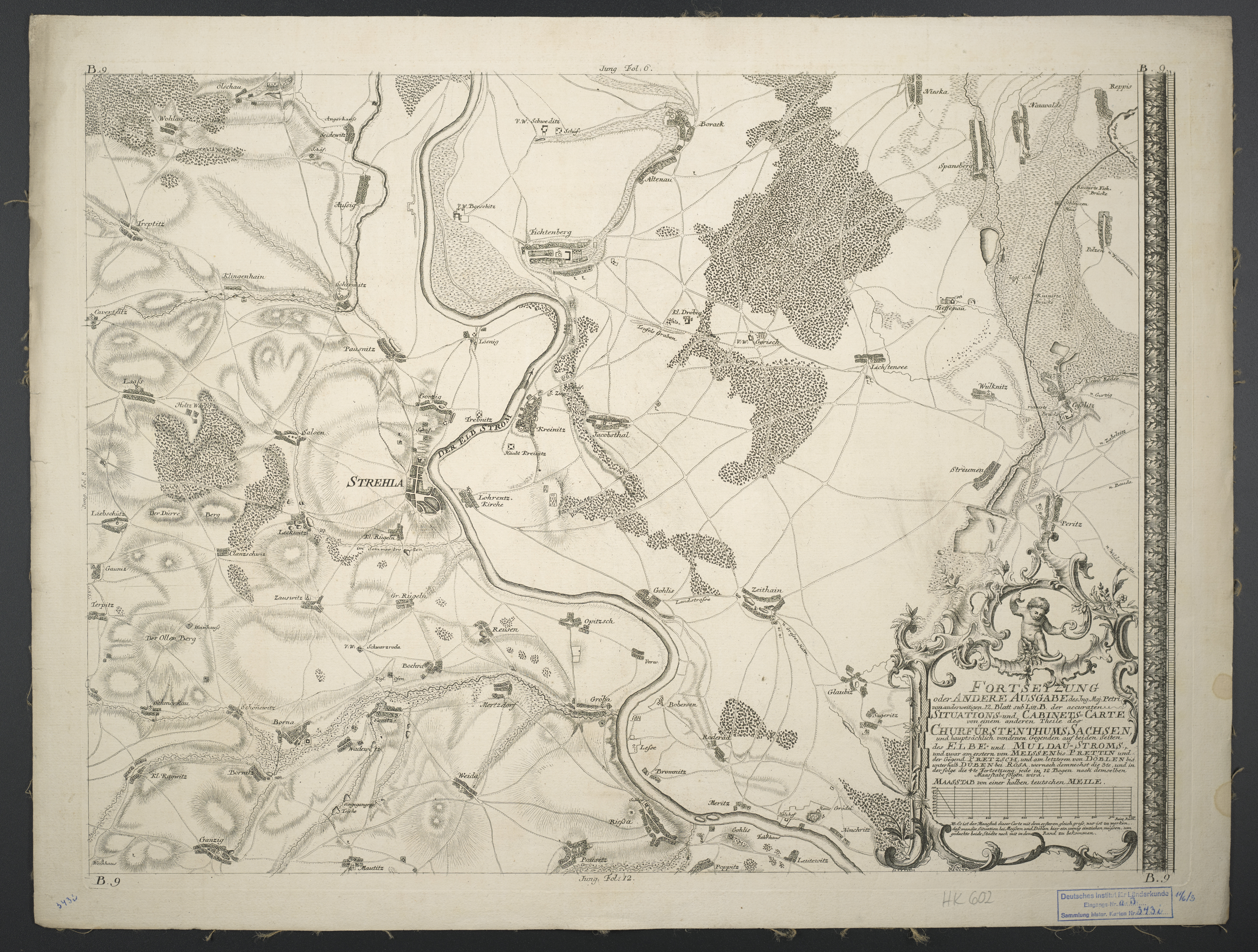
Riesa auf einer Landkarte von 1762 mit den umliegenden, heute eingemeindeten Gemeinden

In der Zeit der römischen Kaiser und der Völkerwanderung ist in der Gegend um Riesa ein namenloser elbgermanischer Kleinstamm der Hermunduren nachgewiesen. Im Zuge der Völkerwanderung zogen sie westwärts und slawische Sorben besiedelten das Gebiet. Dieses stand wahrscheinlich in loser Abhängigkeit von den weiter westlich liegenden thüringischen Stammesgebieten, was sich in den archäologischen Funden widerspiegelt. In der Zeit entstand in der Nähe des Zusammenflusses von Jahna und Elbe die Siedlung Riezowe, eine von vielen in einer relativ dicht bewohnten Gegend.

### Mittelalter
Im 10. Jahrhundert begann die Zeit der deutschen Dominanz in der Region. Eine schriftliche Erwähnung fand der Ort allerdings erst einige Jahrhunderte später nach der deutschen Ostexpansion. Etwa ab dem Jahre 1111 wurde ein vierseitig geschlossener Bauernhof am Abhang zur Jahna in ein Kloster umgewandelt, ein Ereignis, das eine Urkunde von Papst Calixt II. vom Oktober 1119 festhielt. Es handelte sich um das deutsche Kloster in der Mark Meißen. Die ansässigen Mönche brachten das Kloster beinahe in den wirtschaftlichen Ruin. Kurze Zeit später nahmen die Augustiner-Chorherren die Geschicke des Klosters in die Hand. Da kundige Mönche überall im Lande gefragt waren, wurden sie nach und nach abgeworben, an ihre Stelle traten Nonnen. 35 Jahre lang bestand ein Doppelkloster. 1542 mussten die 17 Nonnen vom Orden des Heiligen Benedikt ihre Heimstatt verlassen, die 1554 als Lehnsgut vergeben wurde.

### Frühe Neuzeit
Im Jahr 1623 wurde dem Marktflecken Riesa durch den Kammerherrn des sächsischen Kurfürsten, Christoph Felgenhauer, das Stadtrecht verliehen, verbunden mit dem Recht, zweimal im Jahr Märkte abhalten zu können. Jedoch verlor Riesa dieses Recht und blieb als Marktflecken relativ unbedeutend bis zur Entwicklung des Eisenbahnsystems, bis es 1859 zum zweiten Mal zur Stadt erhoben wurde. 1635 schlossen sich Schuster, Schneider und Lohgerber zur ersten Handwerkerinnung zusammen.

### Industrialisierung und Modernisierung

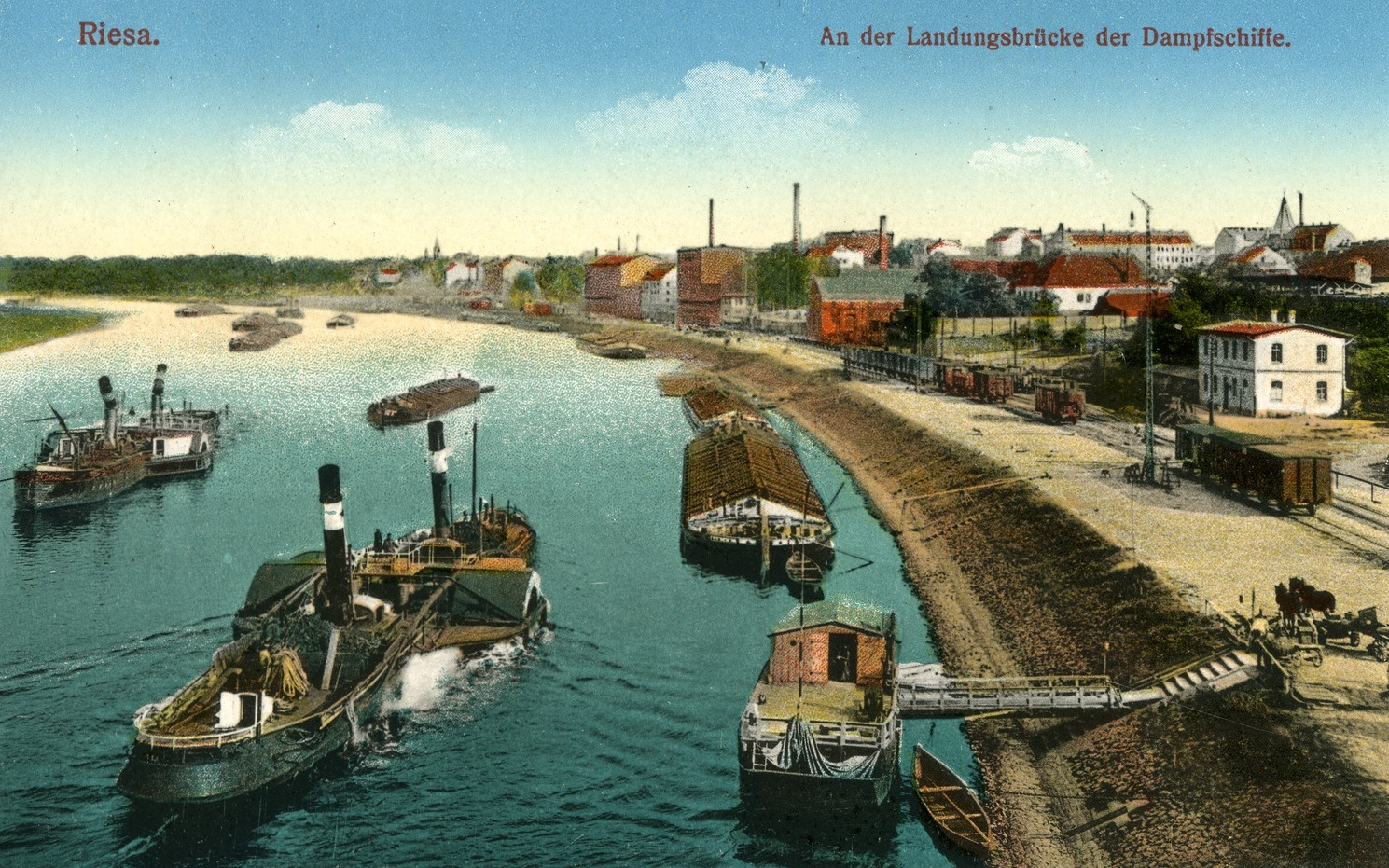
Riesa, Landungsbrücke mit Schleppern und Lastkähnen, 1910

Plan der Stadt Riesa (1908)

In der Stadt wurde 1820 erstmals eine Poststation errichtet. Als 1839 der erste Zug der Leipzig-Dresdner Eisenbahn über die neue Elbbrücke fuhr, begann eine schnelle wirtschaftliche Entwicklung. Der Güterumschlag vom Schiff auf die Schiene brachte der Gemeinde bedeutende Einnahmen. Mit den Eisenbahnverbindungen nach Leipzig, Dresden, Chemnitz, Jüterbog, Elsterwerda und Nossen entwickelte sich Riesa zum bedeutenden Eisenbahnknoten in Nordsachsen. Mit dem Eisenhammerwerk wurde 1843 der Grundstein für die Ansiedlung bedeutender Industrien gelegt. Im Jahr 1848 erschien mit dem Elbe-Blatt die erste Wochenzeitung, aus der später das Riesaer Tageblatt hervorging, welches bis zum 23. April 1945 erschien und seit 1991 wieder publiziert wird.
1858 begann mit dem Einzug einer Reiterschwadron der sächsischen Kavallerie Riesas Garnisonsgeschichte. In der Folgezeit wurde die Stadt zur drittgrößten Garnisonsstadt in Sachsen.
Im Deutschen Krieg (1866) wurden zwei Bögen der hölzernen Elbebrücke niedergebrannt.
1878 wurde eine Stahlgitter-Straßenbrücke neben der Eisenbahnbrücke über die Elbe fertiggestellt und 1888 der Binnenhafen. 1912 wurde zwischen Riesa und Lauchhammer die erste Hochspannungsleitung der Welt für 110 kV gebaut.

### Nationalsozialismus
Im nationalsozialistischen Deutschland befand sich im Volkshaus Riesa von Anfang März bis Juli 1933 ein frühes Konzentrationslager für politische Gegner des Nationalsozialismus. Es sind mindestens 30 Häftlinge dokumentiert, die in diesem Zeitraum dort festgehalten wurden. Diese Zahl umfasst sowohl das Amtsgerichtsgefängnis als auch das Volkshaus Riesa. Die genaue Zahl der Gefangenen, die im Lager starben oder an den Folgen litten, ist jedoch nicht bekannt.
Im Jahr 1935 nahm der Antisemitismus in Riesa durch nationalsozialistische Propaganda zu: Auf Plakaten entlang der Hauptstraße in Riesa wurden Parolen wie „Die Juden sind unser Unglück“ und „Deutsche! Kauft nicht bei Juden“ verbreitet. Dies hatte auch Auswirkungen auf das jüdische Geschäftspaar Max und Berta Lenczynski. Die Familie war 1923 aus Polen nach Riesa gezogen und hatte das Kaufhaus Troplowitz an der Hauptstraße 43 (heute Nr. 19) erworben, das später zum größten Kaufhaus der Stadt wurde. Das Geschäft war beliebt und für seine Sonderaktionen und Rabatte bekannt. Während der Novemberpogrome 1938, kam es in der Nacht vom 9. zum 10. November auch in Riesa zu gewalttätigen Übergriffen. Ab 1 Uhr nachts begannen die lokalen NSDAP-Funktionäre mit der Organisation des Pogroms. Die ersten Angriffe auf jüdische Mitbürger und deren Eigentum setzten gegen 2 Uhr ein. Ein Arbeiter informierte um 5:16 Uhr die Polizei und meldete, dass sich eine große Menschenmenge vor dem Kaufhaus Lenczynski in der Schlageterstraße versammelt habe und randaliere. Auch die zu diesem Zeitpunkt verwitwete Berta Lenczynski meldete sich telefonisch bei der Polizei und berichtete von massiven Drohungen gegen ihr Leben und die ihrer Familie. Im Laufe der Nacht wurden die Lenczynskis in „Schutzhaft“ genommen, während ihr Kaufhaus verwüstet und geplündert wurde. Noch während ihrer Inhaftierung wurde die Familie gezwungen, dem Verkauf ihres Geschäfts- und Grundstücksbesitzes zuzustimmen. Noch im selben Jahr, 1938, wurden Berta und ihr Schwager Fritz Lenczynski aus Riesa vertrieben. Sie mussten ihre Heimatstadt verlassen und wurden 1943 ins KZ Auschwitz deportiert, wo sie ermordet wurden.
Neben den jüdischen Einwohnern und politischen Gegnern des Regimes wurden zwischen 1939 und 1945 auch hunderte Menschen aus verschiedenen Nationen in Riesa Opfer des Nationalsozialismus. Dies schloss Kriegsgefangene, Zwangsarbeiter und deren Kinder ein, die in örtlichen Betrieben arbeiten mussten. Viele starben an den Folgen harter Arbeit, Hunger oder unzureichender medizinischer Versorgung. Nach dem Ende des Zweiten Weltkriegs starben zahlreiche KZ-Häftlinge aus Bergen-Belsen an den Folgen ihrer Haft im Riesaer Krankenhaus.
Ende des Zweiten Weltkrieges sprengten Wehrmachtsoldaten die Straßenbrücke über die Elbe.

### Zeit der DDR

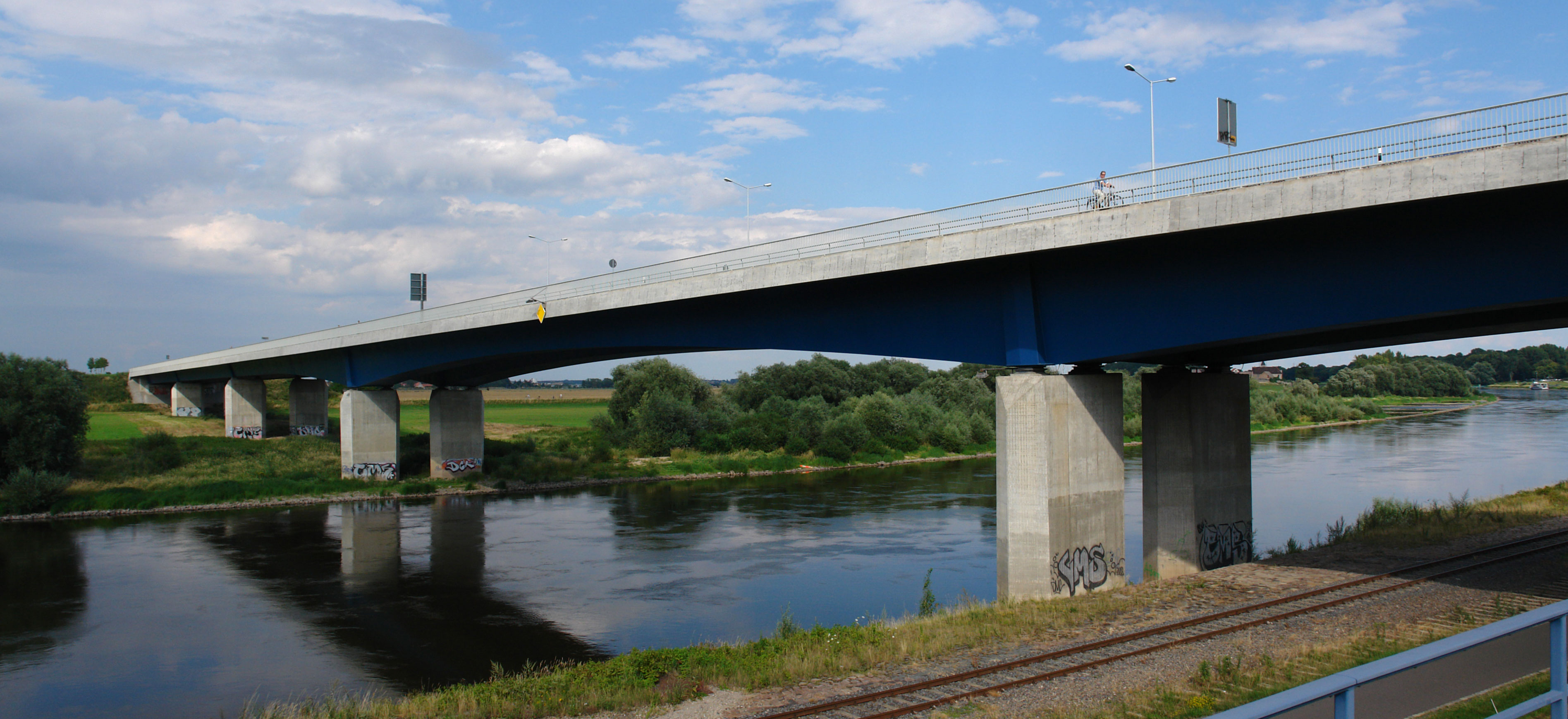
Straßenbrücke über die Elbe

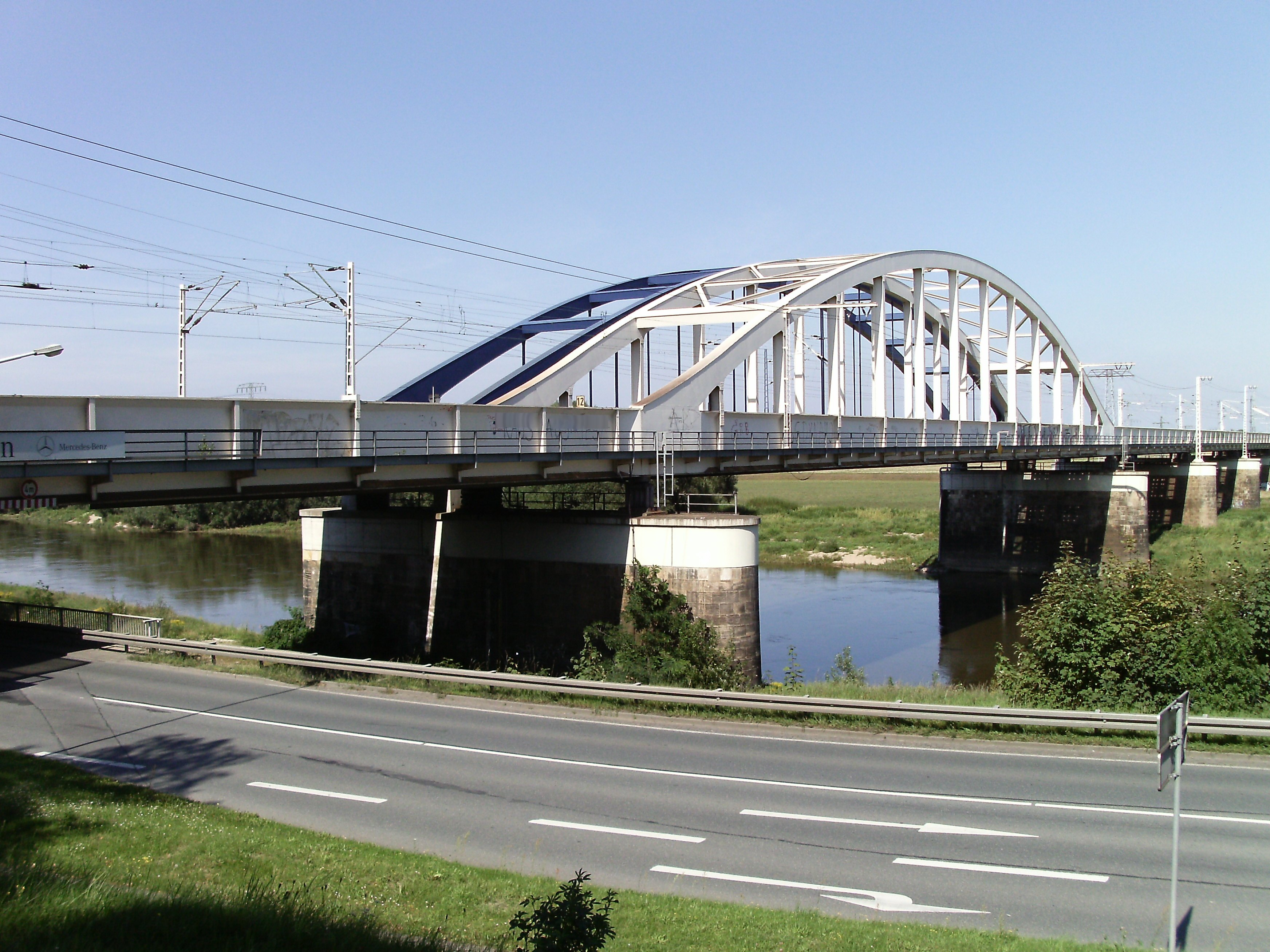
Eisenbahnbrücke über die Elbe

Der Neubau der Straßenbrücke über die Elbe wurde 1956, 200 m oberhalb der alten Brücke, eingeweiht. Von 1952 bis 1990 war Riesa Kreisstadt im Bezirk Dresden.
Nach der Wiedervereinigung zog die 9. Panzerdivision der Gruppe der Sowjetischen Streitkräfte in Deutschland aus Riesa ab. 

### Seit der deutschen Wiedervereinigung
Nachdem die Stadt der Amtshauptmannschaft Großenhain angehört hatte und von 1924 bis 1946 bezirksfrei gewesen war, war Riesa von 1952 bis 1994 Verwaltungssitz des Landkreises Riesa; am 1. August 1994 fusionierte der Landkreis mit dem Landkreis Großenhain, wobei Großenhain der Verwaltungssitz des neuen Kreises wurde. Riesa ist seit 1994 Große Kreisstadt im Freistaat Sachsen.
Am 23. September 2008 erhielt die Stadt den von der Bundesregierung verliehenen Titel „Ort der Vielfalt“.
2011 wurde die 1945 von Wehrmachtsoldaten gesprengte Schlossbrücke über dem Hafen zwischen Gröba und dem Stadtzentrum neu eröffnet und damit der Elberadweg auf Riesaer Stadtgebiet vervollständigt. Der Neubau wurde durch private Spendengelder seit 2004 mitfinanziert.
Bisher fand in Riesa drei Mal ein Bundesparteitag der AfD statt, darunter der Parteitag im Januar 2025, bei dem die Partei Alice Weidel als Kanzlerkandidatin wählte und damit zum ersten Mal in ihrer Parteigeschichte einen Spitzenkandidaten so benannte. Anlässlich dieses Parteitages kam es zu Gegendemonstrationen mit ca. 10.000–15.000 Teilnehmern und einem massiven Polizeieinsatz.

### Eingemeindungen
| Ehemalige Gemeinde bzw. Gutsbezirk             | Datum             | Anmerkung                                                                                        |
| ---------------------------------------------- | ----------------- | ------------------------------------------------------------------------------------------------ |
| Göhlis, Vorwerk (Gutsbezirk Rittergut Riesa)   | 1874              | Eingliederung als Bestandteil des selbstständigen Gutsbezirks Rittergut Riesa in die Stadt Riesa |
| Riesa mit Vorwerk Göhlis, Gutsbezirk Rittergut | 1874              | Eingliederung des selbstständigen Gutsbezirks in die Stadt Riesa                                 |
| Gröba                                          | 15. Oktober 1923  |                                                                                                  |
| Weida                                          | 15. Oktober 1923  |                                                                                                  |
| Merzdorf                                       | 1. Juli 1925      |                                                                                                  |
| Pausitz                                        | 1. Juli 1950      |                                                                                                  |
| Poppitz                                        | 1. Juli 1950      |                                                                                                  |
| Mergendorf                                     | 1. September 1961 |                                                                                                  |
| Canitz                                         | 1. Januar 1974    |                                                                                                  |
| Jahnishausen                                   | 1. März 1994      |                                                                                                  |
| Mautitz                                        | 1. März 1994      |                                                                                                  |
| Nickritz                                       | 1. März 1994      |                                                                                                  |
| Leutewitz                                      | 1. Juli 1996      |                                                                                                  |

| Ehemalige Gemeinde bzw. Gutsbezirk                   | Datum                                           | Anmerkung |
| ---------------------------------------------------- | ----------------------------------------------- | --- |
| Böhlen                                               | 1. Mai 1839                                     | Eingemeindung von Böhlen (ohne Schäferei Böhlen, Teil des Gutsbezirks Jahnishausen) nach Jahnishausen im Zuge der Umsetzung der Sächsischen Landgemeindeordnung von 1838 |
| Canitz mit Vorwerk Schwarzroda, Gutsbezirk Rittergut | um 1922                                         | Eingliederung als des selbstständigen Gutsbezirks in die Gemeinde Canitz                                                                                                 |
| Gostewitz                                            | 1. April 1938                                   | Eingemeindung nach Jahnishausen |
| Gröba mit Vorwerk Oberreußen, Gutsbezirk Rittergut   | 01.07.1914                                      | Umbenennung in Gutsbezirk Rittergut Gröba |
| Gröba, Gutsbezirk Rittergut                          | um 1922                                         | Eingliederung des selbstständigen Gutsbezirks in die Gemeinde Gröba |
| Haideberg, Vorwerk                                   | 1. April 1938                                   | Umgliederung des Vorwerks in der wüsten Mark Wüstnaundorf von der Gemeinde Seerhausen in die Gemeinde Mautitz                                                            |
| Jahnishausen, Gutsbezirk Rittergut                   | um 1922                                         | Eingliederung des selbstständigen Gutsbezirks in die Gemeinde Jahnishausen                                                                                               |
| Mautitz, Gutsbezirk Rittergut                        | um 1922                                         | Eingliederung des selbstständigen Gutsbezirks in die Gemeinde Mautitz |
| Merzdorf, Gutsbezirk Rittergut                       | um 1922                                         | Eingliederung des selbstständigen Gutsbezirks in die Gemeinde Merzdorf                                                                                                   |
| Oberreußen                                           | 1. Juli 1914 zwischen 15. Oktober 1923 und 1938 | Eingemeindung nach Gröba Umgliederung in die Gemeinde Forberge (gehört seit 1973 zu Strehla)                                                                             |
| Oberreußen, Vorwerk (seit 1914 Vorwerk Gut Gröba)    | um 1922 zwischen 15. Oktober 1923 und 1938      | Eingliederung als Bestandteil des selbstständigen Gutsbezirks Rittergut Gröba in die Gemeinde Gröba Umgliederung in die Gemeinde Forberge (gehört seit 1973 zu Strehla)  |
| Oelsitz                                              | 1. Januar 1952                                  | Eingemeindung nach Nickritz |
| Pochra                                               | 1. Juni 1962                                    | Eingemeindung nach Canitz |
| Pochra, Gutsbezirk Rittergut                         | um 1922                                         | Eingliederung des selbstständigen Gutsbezirks in die Gemeinde Pochra |
| Schwarzroda, Vorwerk (Gutsbezirk Rittergut Canitz)   | um 1922                                         | Eingliederung als Bestandteil des selbstständigen Gutsbezirks Rittergut Canitz in die Gemeinde Canitz                                                                    |
| Weinbergshaus (Gutsbezirk Rittergut Jahnishausen)    | um 1922                                         | Eingliederung als Bestandteil des selbstständigen Gutsbezirks Rittergut Jahnishausen in die Gemeinde Nickritz                                                            |
| Wüstnaundorf (Wüste Mark)                            | 1. April 1938                                   | Umgliederung von der Gemeinde Seerhausen in die Gemeinden Mautitz und Weida                                                                                              |

### Einwohnerstatistik

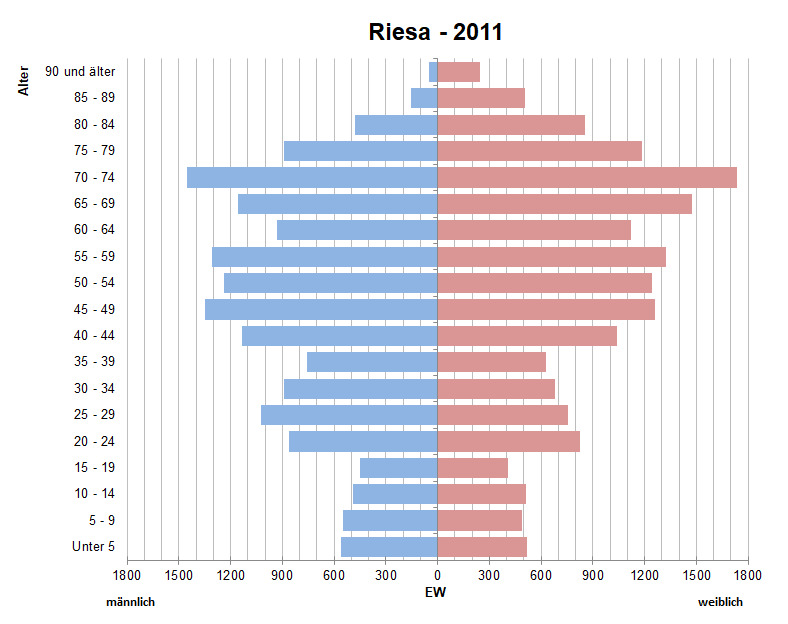
Bevölkerungspyramide für Riesa (Datenquelle: Zensus 2011)

Mit der industriellen Revolution konnte Riesa vor allem seit Beginn des 20. Jahrhunderts zur Stadt heranwachsen. 1952 wurde Riesa Kreisstadt. Nach der Wende 1989 sank die Einwohnerzahl Riesas – wie in den meisten anderen mittelgroßen Städten Ostdeutschlands – rapide. Vor allem die Schließung des Stahlwerks und der damit verbundene Anstieg der Arbeitslosigkeit führte dazu, dass die Einwohnerzahl von fast 52.000 Einwohnern (1981) auf mittlerweile nur noch knapp 30.000 Einwohner gefallen ist.
| Einwohnerentwicklung der Stadt Riesa | Einwohnerentwicklung der Stadt Riesa | Einwohnerentwicklung der Stadt Riesa | Einwohnerentwicklung der Stadt Riesa | Einwohnerentwicklung der Stadt Riesa | Einwohnerentwicklung der Stadt Riesa | Einwohnerentwicklung der Stadt Riesa | Einwohnerentwicklung der Stadt Riesa | Einwohnerentwicklung der Stadt Riesa | Einwohnerentwicklung der Stadt Riesa | Einwohnerentwicklung der Stadt Riesa | Einwohnerentwicklung der Stadt Riesa | Einwohnerentwicklung der Stadt Riesa |
| Jahr                                 | 1575                                 | 1834                                 | 1849                                 | 1875                                 | 1880                                 | 1900                                 | 1933                                 | 1939                                 | 1946                                 | 1950                                 | 1960                                 | 1981                                 |
| ------------------------------------ | ------------------------------------ | ------------------------------------ | ------------------------------------ | ------------------------------------ | ------------------------------------ | ------------------------------------ | ------------------------------------ | ------------------------------------ | ------------------------------------ | ------------------------------------ | ------------------------------------ | ------------------------------------ |
| Einwohner                            | 350                                  | 1.631                                | 2.679                                | 5.707                                | 6.259                                | 13.491                               | 26.248                               | 29.963                               | 34.406                               | 36.150                               | 36.769                               | 51.857                               |
|                                      |                                      |                                      |                                      |                                      |                                      |                                      |                                      |                                      |                                      |                                      |                                      |                                      |
| Jahr                                 | 1995                                 | 2000                                 | 2005                                 | 2010                                 | 2011                                 | 2012                                 | 2013                                 | 2014                                 | 2015                                 | 2016                                 | 2017                                 | 2018                                 |
| Einwohner                            | 42.429                               | 39.367                               | 36.221                               | 33.351                               | 32.879                               | 32.368                               | 32.032                               | 31.654                               | 31.541                               | 31.519                               | 31.080                               | 30.744                               |

### Konfessionsstatistik
Bei vielen Einwohnern in Riesa liegen keine Angaben zur Religionszugehörigkeit im Melderegister vor. Gemäß der Volkszählung 2011 waren 11,7 % der Einwohner evangelisch, 3,1 % römisch-katholisch und 85,2 % waren konfessionslos, gehörten einer anderen Religionsgemeinschaft an oder machten keine Angabe. Die Zahl der Kirchenmitglieder ist zwischen 2011 und 2018 stark gesunken. Die Zahl der Katholiken sank in diesem Zeitraum um 22 % (von 3,1 % auf 2,4 %) und die der Protestanten von 11,7 % lediglich um 16 % auf 9,8 %. Mithin waren Ende 2018 von den 30.738 Einwohnern 9,8 % (3011) evangelisch, 2,4 % (730) katholisch und 87,8 % waren konfessionslos, gehörten einer anderen Religionsgemeinschaft an oder machten keine Angabe.

## Politik

### Stadtrat
Die Stadtratswahl am 9. Juni 2024 führte in Riesa zu nachstehendem Ergebnis.

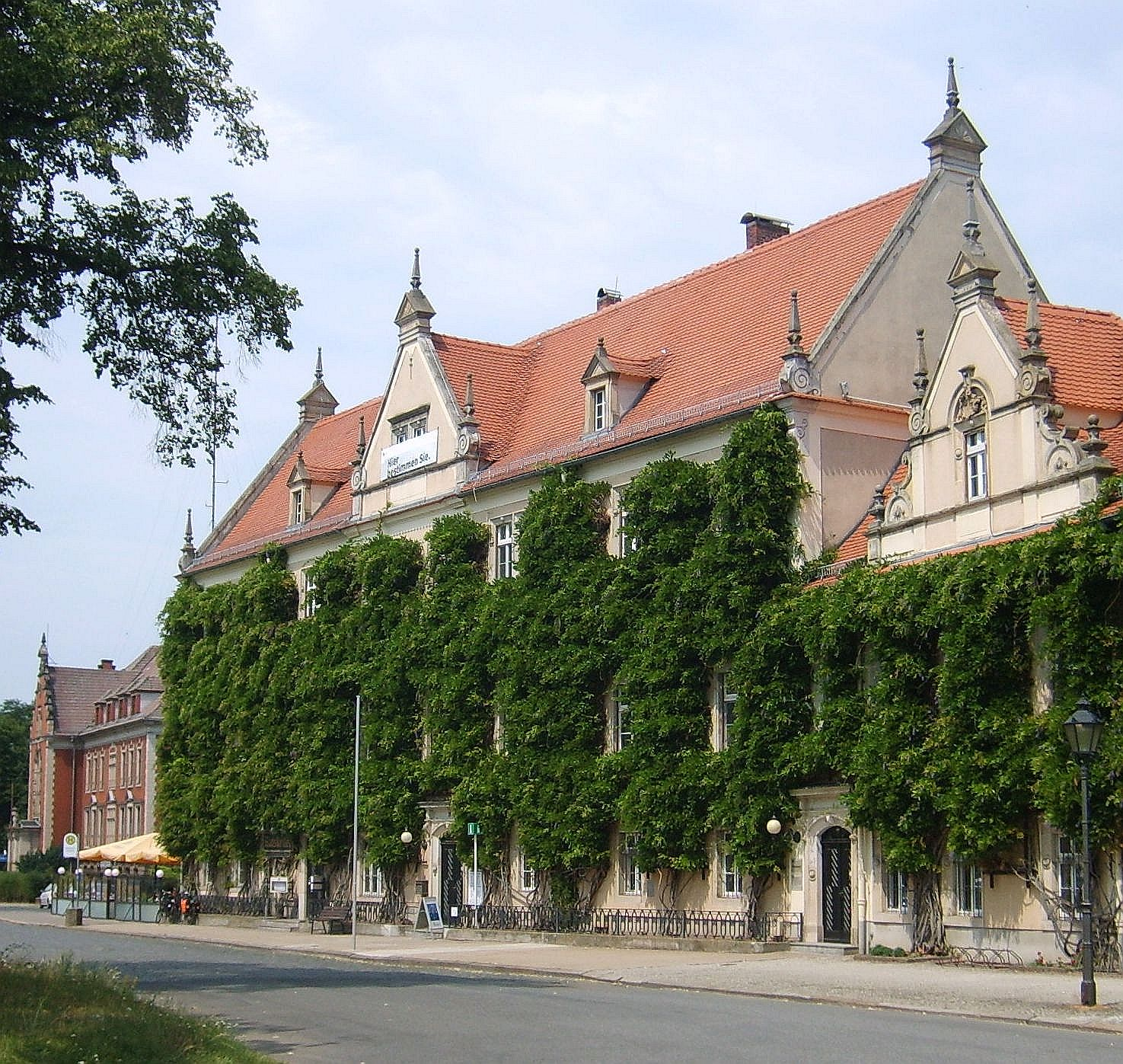
Rathaus von Riesa

| Sitzverteilung im Stadtrat Riesa 2024Insgesamt 26 Sitze - BSW: 3 - SPD: 2 - FW: 1 - BBR: 2 - ULfR: 2 - SfR: 2 - CDU: 5 - AfD: 8 - FS: 1 | Wahlvorschlag                   | 2024   | 2024   | 2019   | 2019   | 2014   | 2014   |
| Sitzverteilung im Stadtrat Riesa 2024Insgesamt 26 Sitze - BSW: 3 - SPD: 2 - FW: 1 - BBR: 2 - ULfR: 2 - SfR: 2 - CDU: 5 - AfD: 8 - FS: 1 | Wahlvorschlag                   | Sitze  | in %   | Sitze  | in %   | Sitze  | in %   |
| Sitzverteilung im Stadtrat Riesa 2024Insgesamt 26 Sitze - BSW: 3 - SPD: 2 - FW: 1 - BBR: 2 - ULfR: 2 - SfR: 2 - CDU: 5 - AfD: 8 - FS: 1 | AfD                             | 8      | 30,5   | 7      | 23,0   | –      | –      |
| Sitzverteilung im Stadtrat Riesa 2024Insgesamt 26 Sitze - BSW: 3 - SPD: 2 - FW: 1 - BBR: 2 - ULfR: 2 - SfR: 2 - CDU: 5 - AfD: 8 - FS: 1 | CDU                             | 5      | 20,9   | 8      | 25,7   | 13     | 39,7   |
| Sitzverteilung im Stadtrat Riesa 2024Insgesamt 26 Sitze - BSW: 3 - SPD: 2 - FW: 1 - BBR: 2 - ULfR: 2 - SfR: 2 - CDU: 5 - AfD: 8 - FS: 1 | BSW                             | 3      | 12,5   | –      | –      | –      | –      |
| Sitzverteilung im Stadtrat Riesa 2024Insgesamt 26 Sitze - BSW: 3 - SPD: 2 - FW: 1 - BBR: 2 - ULfR: 2 - SfR: 2 - CDU: 5 - AfD: 8 - FS: 1 | Unabhängige Liste für Riesa     | 2      | 7,4    | 2      | 7,3    | –      | –      |
| Sitzverteilung im Stadtrat Riesa 2024Insgesamt 26 Sitze - BSW: 3 - SPD: 2 - FW: 1 - BBR: 2 - ULfR: 2 - SfR: 2 - CDU: 5 - AfD: 8 - FS: 1 | Bürgerbündnis „Stark für Riesa“ | 2      | 7,4    | –      | –      | –      | –      |
| Sitzverteilung im Stadtrat Riesa 2024Insgesamt 26 Sitze - BSW: 3 - SPD: 2 - FW: 1 - BBR: 2 - ULfR: 2 - SfR: 2 - CDU: 5 - AfD: 8 - FS: 1 | SPD                             | 2      | 6,7    | 2      | 8,3    | 3      | 10,4   |
| Sitzverteilung im Stadtrat Riesa 2024Insgesamt 26 Sitze - BSW: 3 - SPD: 2 - FW: 1 - BBR: 2 - ULfR: 2 - SfR: 2 - CDU: 5 - AfD: 8 - FS: 1 | Bürgerbewegung Riesa            | 2      | 6,2    | 2      | 5,1    | 2      | 8,8    |
| Sitzverteilung im Stadtrat Riesa 2024Insgesamt 26 Sitze - BSW: 3 - SPD: 2 - FW: 1 - BBR: 2 - ULfR: 2 - SfR: 2 - CDU: 5 - AfD: 8 - FS: 1 | Freie Sachsen                   | 1      | 3,4    | –      | –      | –      | –      |
| Sitzverteilung im Stadtrat Riesa 2024Insgesamt 26 Sitze - BSW: 3 - SPD: 2 - FW: 1 - BBR: 2 - ULfR: 2 - SfR: 2 - CDU: 5 - AfD: 8 - FS: 1 | Freie Wähler Riesa              | 1      | 3,1    | 1      | 5,8    | 3      | 9,7    |
| Sitzverteilung im Stadtrat Riesa 2024Insgesamt 26 Sitze - BSW: 3 - SPD: 2 - FW: 1 - BBR: 2 - ULfR: 2 - SfR: 2 - CDU: 5 - AfD: 8 - FS: 1 | FDP                             | –      | 1,9    | 2      | 6,5    | 1      | 4,1    |
| Sitzverteilung im Stadtrat Riesa 2024Insgesamt 26 Sitze - BSW: 3 - SPD: 2 - FW: 1 - BBR: 2 - ULfR: 2 - SfR: 2 - CDU: 5 - AfD: 8 - FS: 1 | Linke                           | –      | –      | 5      | 14,9   | 6      | 21,1   |
| Sitzverteilung im Stadtrat Riesa 2024Insgesamt 26 Sitze - BSW: 3 - SPD: 2 - FW: 1 - BBR: 2 - ULfR: 2 - SfR: 2 - CDU: 5 - AfD: 8 - FS: 1 | NPD                             | –      | –      | 1      | 3,2    | 2      | 6,3    |
| Sitzverteilung im Stadtrat Riesa 2024Insgesamt 26 Sitze - BSW: 3 - SPD: 2 - FW: 1 - BBR: 2 - ULfR: 2 - SfR: 2 - CDU: 5 - AfD: 8 - FS: 1 | Wahlbeteiligung                 | 60,2 % | 60,2 % | 54,6 % | 54,6 % | 43,1 % | 43,1 % |

### Oberbürgermeister
Gerti Töpfer (CDU) war von 2003 bis 2014 Oberbürgermeisterin von Riesa. Am 22. August 2010 wurde sie mit 56,4 % der abgegebenen Stimmen in ihrem Amt bestätigt. Am 30. April 2014 erklärte sie vor dem Stadtrat ihren Rücktritt aus gesundheitlichen Gründen. Zunächst wurde das Amt von Baubürgermeister Tilo Lindner vertreten. Am 31. August 2014 wurden der Oberbürgermeister der Stadt Riesa und der 5. sächsische Landtag gewählt. Marco Müller wurde mit 57,3 Prozent der Stimmen neuer Oberbürgermeister.
Bisherige Stadtoberhäupter (Auswahl):
- 1933–1937: Richard Schulze (NSDAP)
- 1937–1942: Herbert Schade (NSDAP)
- 1990–1991: Manfred Jope
- 1991–2001: Horst Barth (FDP)
- 2001–2003: Wolfram Köhler (CDU); Wahl: 2001
- 2003–2014: Gerti Töpfer (CDU); Wahlen: 2003, 2010
- seit 2014: Marco Müller (CDU); Wahlen: 2014, 2021

### Städtepartnerschaften
Riesa hat Städtepartnerschaften abgeschlossen mit
- Villerupt in Frankreich, älteste Partnerschaft, seit 6. Oktober 1961
- Mannheim in Deutschland, seit 29. Juni 1988
- Rotherham im Vereinigten Königreich, seit 11. Mai 1998
- Suzhou in der Volksrepublik China, seit 16. August 1999
- Sandy in den Vereinigten Staaten, seit 3. Oktober 2002
- Glogau in Polen, seit 1. Oktober 2005
- Lonato del Garda in Italien, seit 22. Mai 2012

## Kultur und Sehenswürdigkeiten

### Sage des Riesaer Riesen

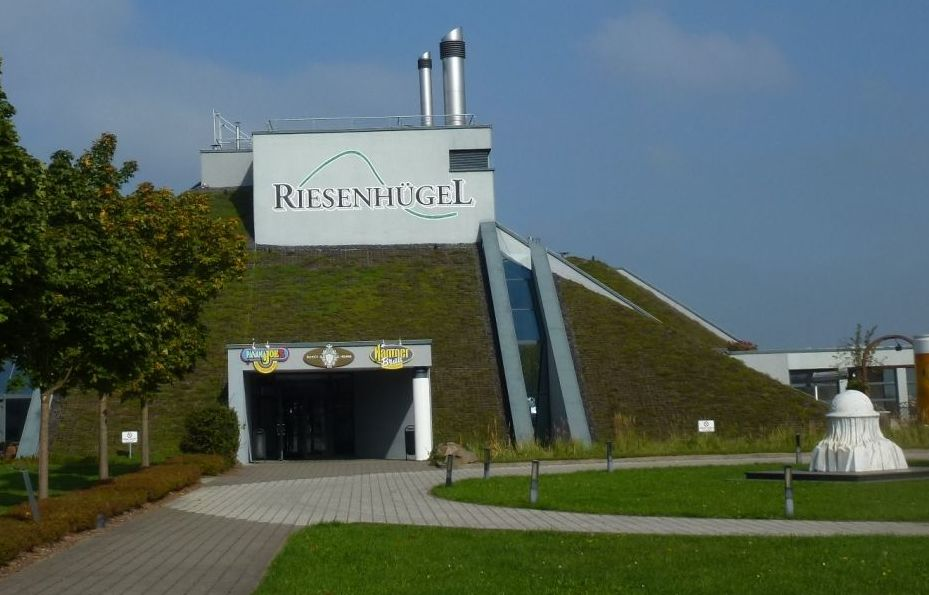
Riesenhügel, 2014

Die Sage wurde 1785 von dem Boritzer Pfarrer Johann Friedrich Ursinus erstmals aufgezeichnet. Einst kam ein Riese auf seiner Wanderschaft an das Ufer der Elbe. Bevor er den Fluss überschritt, machte er eine kurze Rast. Er spürte in seinen Stiefeln ein Drücken, das von den auf der langen Wanderschaft angesammelten Sandkörnchen und kleinen Steinchen herrührte. Er setzte sich an das Ufer, zog stöhnend seine Stiefel aus und drehte sie um. So entstand ein großer Hügel, auf dem die ersten Häuser von Riesa erbaut wurden. So erklären die Riesaer den Namen ihrer Stadt.
Der Riese ist auf Grund dieser Erzählung ein Namenszeichen von Riesa. Der Riese krönt eine Variante des Stadtwappens und gilt als Stadtmaskottchen. Seit 2004 verkörpert der Braumeister Gunter Spies vom HammerBräu im Riesenhügel offiziell das Riesaer Stadtmaskottchen. Der Riesaer Riese gehört zu den meistgesehenen Stadtmaskottchen Sachsens. Einige Jahre lang wurde am jeweils letzten Augustwochenende ein Riesenfest gefeiert. Die Auszeichnung Riesaer Riese wird alljährlich in der Stadt an zu ehrende Bürger in den Kategorien Wirtschaft, Kultur, Sport, Ehrenamt, Lebenswerk verliehen. Zum Bürgerfest 20 Jahre Deutsche Einheit in Dresden vertrat er den gesamten Landkreis. Im April 2014 erhielt er den RIESAER RIESEN in der Kategorie Ehrenamt für das Jahr 2013.

### Gedenkstätten
- Ein Ehrenhain und Gedenksteine auf dem Trinitatis-Friedhof am Poppitzer Platz, zur Erinnerung an einen unbekannten Häftling des KZ Flossenbürg, an namentlich genannte Opfer eines Todesmarsches jüdischer KZ-Häftlinge eines Außenlagers des KZ Bergen-Belsen, sowie an italienische Militärinternierte.
- Ehrenfriedhof an der Poppitzer Landstraße für sowjetische Frauen und Männer, die während des Zweiten Weltkrieges nach Deutschland verschleppt und Opfer von Zwangsarbeit im Stahlwerk wurden. Auf der Gräberstätte befindet sich die Leninstatue des sowjetischen Bildhauers Nikolai Tomski, die 1990 vom heutigen Rathausplatz entfernt wurde.[29]
- Grabstätte und Gedenkstein auf dem Friedhof der Kirche Gröba für eine namentlich bekannte sowjetische Zwangsarbeiterin.
- Der Ort des Gedenkens ist ein von der Riesaer Künstlerin Christiane Balzer-Schreiber geschaffenes Denkmal am Poppitzer Platz. Es verbindet die Erinnerung an die Opfer der Gewaltherrschaft sowohl des Nationalsozialismus als auch des Stalinismus und der kommunistischen Diktatur.

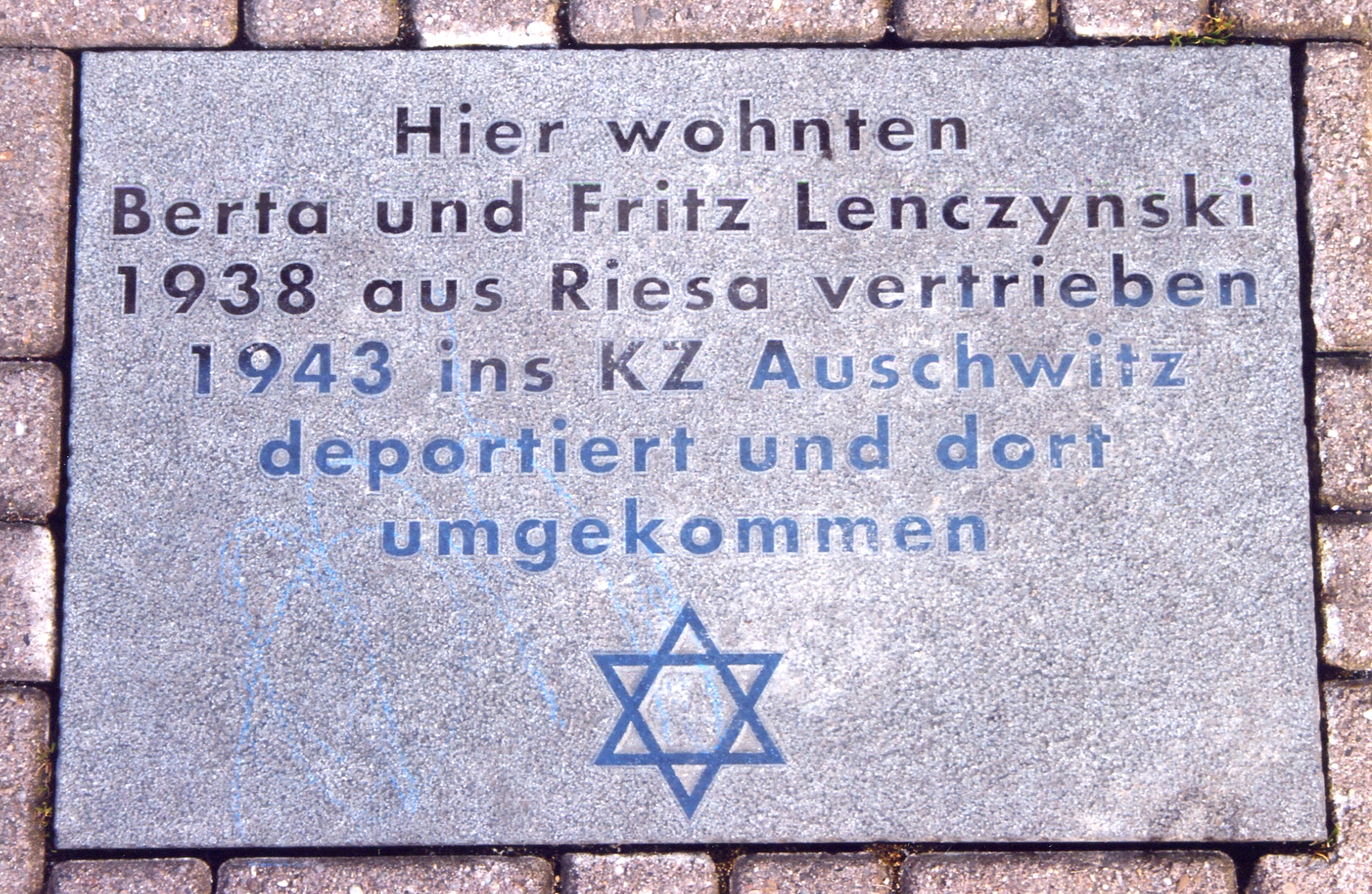
Gedenktafel für die von den Nazis ins Konzentrationslager Auschwitz deportierte Familie Lenczynski

- Mehrere ins Straßenpflaster eingelassene Tafeln zum Gedenken an die von den Nazis verfolgten, misshandelten oder ermordeten jüdischen Bürger der Stadt. Darunter eine Gedenktafel im Straßenpflaster auf der Hauptstraße 19 an der Stätte des ehemaligen Kaufhauses der jüdischen Familie Lenczynski, die 1938 von den Nazis aus Riesa vertrieben, 1943 ins KZ Auschwitz deportiert wurde und dort umgekommen ist.

### Kultur
- Stadtmuseum und Stadtbibliothek im Haus am Poppitzer Platz
- Städtische Galerie
- Kloster und Tiergarten
- Kulturwerkstatt ART
- Freizeitinsel Riesa
- RIEMIX
- Offenes Jugendhaus (OJH)
- aufLADEN

### Musik
- Elbland Philharmonie Sachsen
- Konzertchor Riesa e. V.
- seit 1996 Ausrichtung der jährlichen Show- und Stepptanzweltmeisterschaften Riesaer Tanzwochen[30]
- Musikschule des Landkreises Meißen
- Kantorei der evangelischen Kirchgemeinde Riesa
- Bläserensemble Riesa
- Akkordeonorchester „C’est la vie“ e. V.

### Kirchgemeinden im Stadtgebiet
- evangelisch-lutherische Kirchgemeinde Riesa
- katholische Pfarrei St. Barbara Riesa
- evangelisch-freikirchliche Gemeinde Riesa
- neuapostolische Gemeinde Riesa
- Gemeinde Apostelamt Jesu Christi Riesa
- Freikirche der Siebenten-Tags-Adventisten in Riesa

### Bauwerke

#### Profanbauten

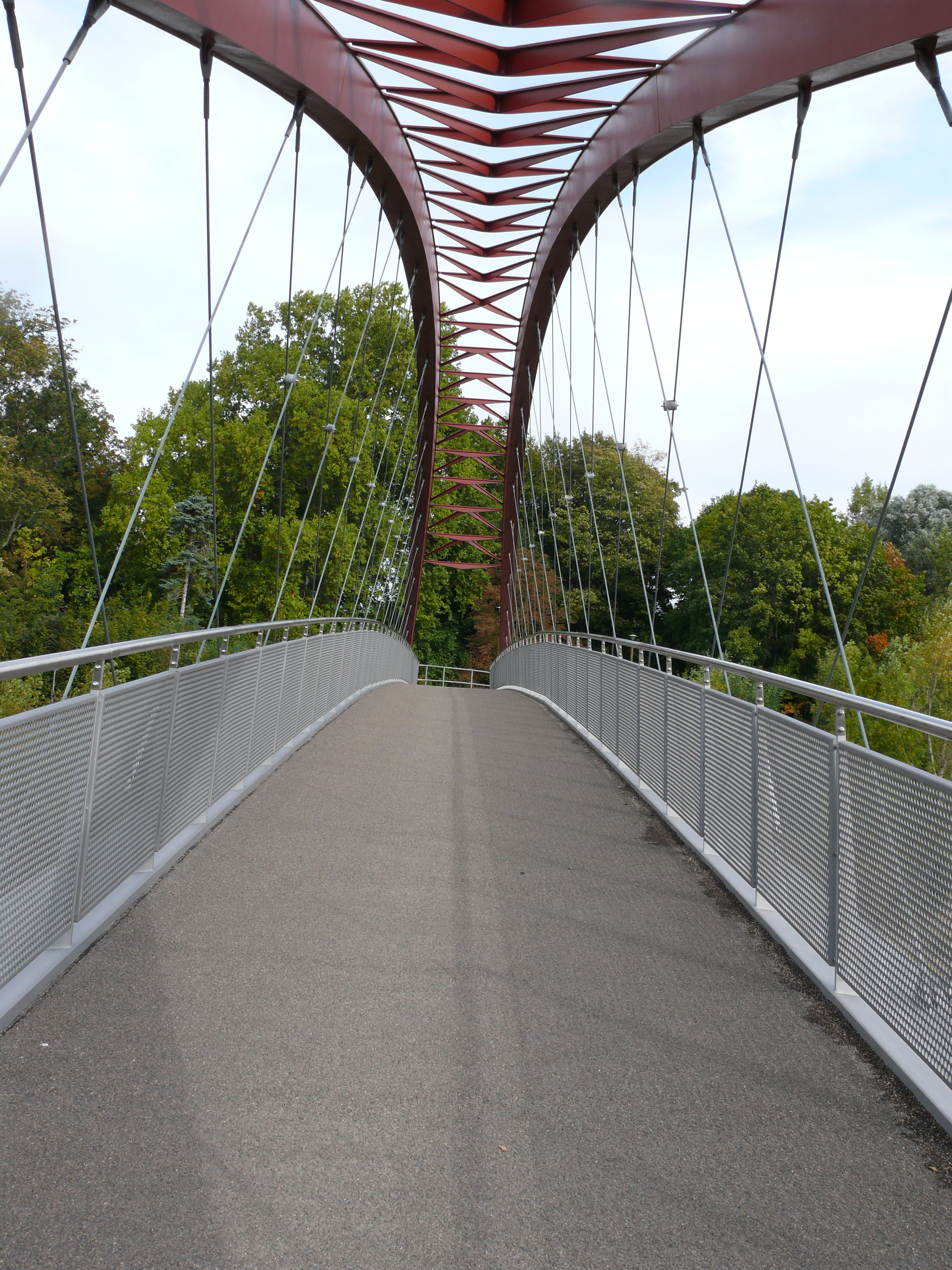
Schlossbrücke

Das Rathaus ist aus einem Benediktinerkloster und dem späteren Schloss von Rittergutsbesitzern hervorgegangen. Im Jahre 1874 erwarb es die Stadt Riesa von Curt Heinrich Freiheer von Welck, der nach der Annahme der revidierten Städteordnung 1873 keine Machtbefugnisse über den Ort mehr hatte.
Riesa besitzt eine Eisenbahn- und eine Straßenbrücke über die Elbe sowie eine Straßenbrücke über den Hafen. Ein Bürgerverein bemühte sich erfolgreich um den Wiederaufbau der Schlossbrücke, einer Radfahrer- und Fußgängerbrücke über den Hafen am Gröbaer Schloss. Die Schlossbrücke wurde am 3. Juni 2011 eröffnet.

#### Kirchenbauten in Riesa
- Klosterkirche

Das ehemalige Benediktinerkloster war das älteste in der Mark Meißen. Der dazugehörige Klostergarten ist der einzige Teil des alten Riesas, der von einer Mauer umgeben ist. Der Klostergarten diente nicht nur der Erholung, sondern die Mönche bauten auch Kräuter, Gewürze und Gemüse an. Seit 1965 ist hier der Heimattiergarten untergebracht.
Die Klosterkirche St. Marien entstand im Jahre 1261 als St. Marien in Ryzowe, nachdem zum wiederholten Male ein Brand den alten Betraum vernichtete. Im Laufe der Jahrhunderte war der Innenraum der Kirche zahlreichen Veränderungen unterworfen. Die Klosterkirche gehört zur ev.-luth. Kirchgemeinde Riesa.
- Trinitatiskirche

Am 18. April 1895 wurde der erste Spatenstich zum Bau der Trinitatiskirche gesetzt, dem am 18. Juni 1895 die Grundsteinlegung folgte. Am 4. Juli 1897 wurde die Kirche feierlich eingeweiht. Der Altarraum wird durch westfälischen Kalkstein beherrscht. Der Kirchenbau ist der Stiftung des Riesaer Geschäftsmanns Carl Wilhelm Förster zu verdanken. Die Trinitatiskirche gehört zur ev.-luth. Kirchgemeinde Riesa.
- Kirche Pausitz

1254 wurde in Riesa-Pausitz eine Kirche erwähnt. Das heutige Kirchengebäude entstand 1752–1755 und gehört zur ev.-luth. Kirchgemeinde Hirschstein.

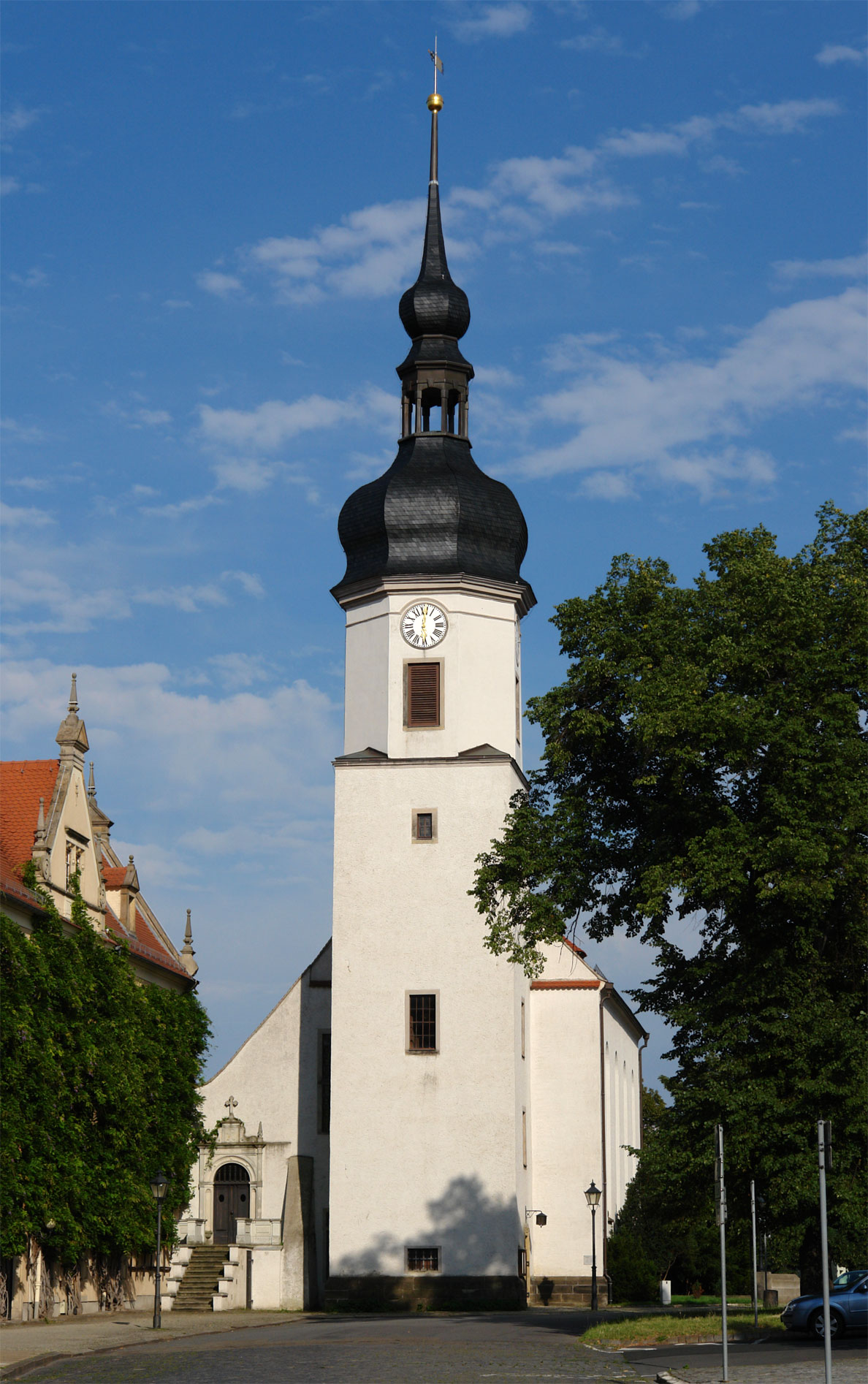
Klosterkirche
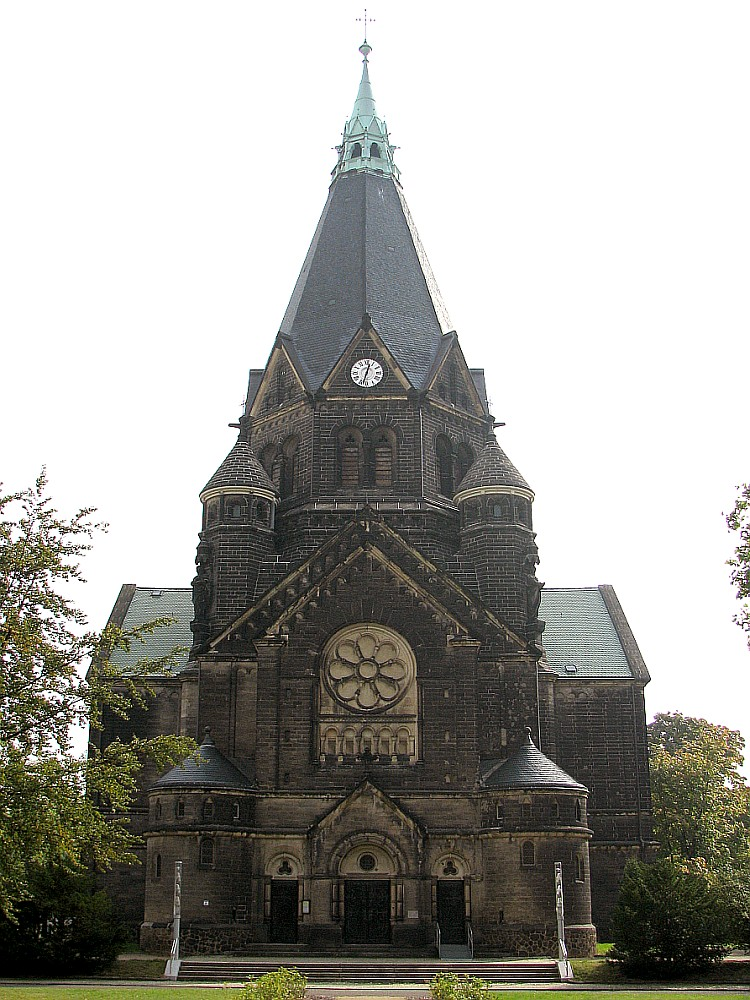
Trinitatiskirche
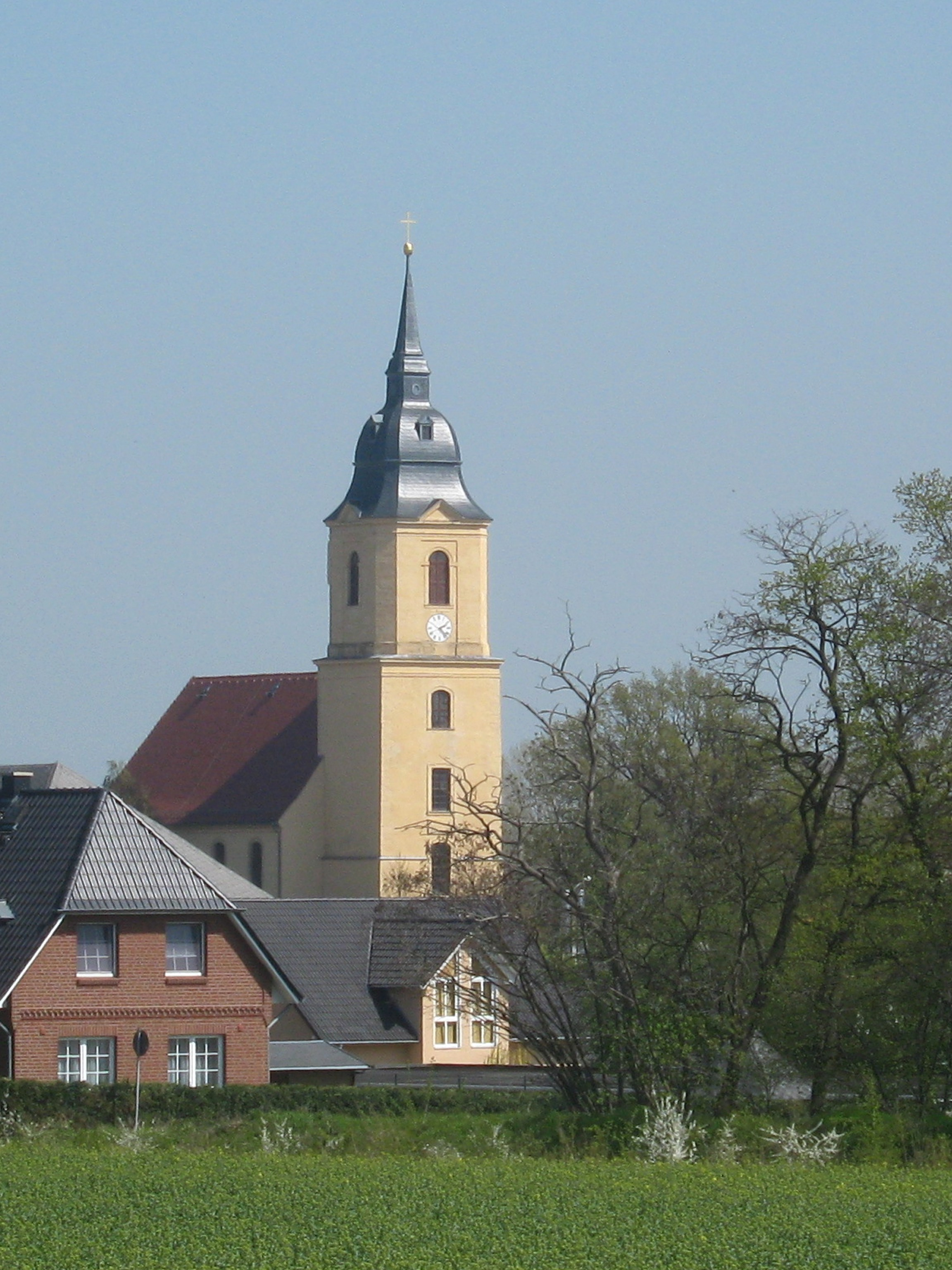
Kirche in Riesa-Pausitz

#### Weitere Kirchenbauten im Stadtgebiet
- Kirche Gröba, zur ev.-luth. Kirchgemeinde Riesa gehörig
- Kirche Weida, zur ev.-luth. Kirchgemeinde Riesa gehörig
- Schloßkirche Jahnishausen, zur ev.-Luth. Kirchgemeinde Hirschstein gehörig
- Kirche Leutewitz, zur ev.-luth. Kirchgemeinde Hirschstein gehörig
- Kirche Mautitz, zur ev.-luth. Kirchgemeinde Staucha gehörig
- Kirchruine Canitz, zum ev.-luth. Kirchspiel Liebschützberg gehörig

### Sehenswürdigkeiten
- Elbquelle: großformatige Eisenskulptur (25 m hoch) in Form einer Eiche des Künstlers Jörg Immendorff, gegossen bei der Eisengießerei Hulvershorn in Bocholt
- Volkshaus im Stil des Neuen Bauens
- Mumien in der Gruft der Klosterkirche: Als 1828 die Gruft unter dem Altar geöffnet wurde, fand man 50 Särge. In vielen waren die Leichname nicht verwest, ein Grund dafür dürfte der ständig kühle Luftzug sein, der durch die Gruft weht. Die Kleidung der Toten und Grabbeigaben waren in gutem Zustand. In der Gruft wurden frühere Besitzer des Riesaer Rittergutes sowie deren Familien beigesetzt. Der älteste mumifizierte Leichnam ist der eines kleinen Mädchens aus dem Jahre 1636. Die Gruft und einige der Mumien können besichtigt werden, allerdings nur für Gruppen auf Voranmeldung.[32]
- Teigwaren Riesa mit der gläsernen Nudelproduktion, Nudelmuseum und Kochstudio
- Sternwarte Riesa: regelmäßige Veranstaltungen zur Himmelsbeobachtung, Raumfahrtausstellung, Fachvorträge
- Schloss Gröba: Barockschloss und Park mit 300 Jahre altem Baumbestand
- Getreideförderanlage aus dem Jahr 1911
- Lutherlinde im Ortsteil Gostewitz; 1846 zum 300. Todestag Luthers gepflanzt, als Naturdenkmal geschützt
- Wassermühle im Ortsteil Oelsitz; 1589 erstmals erwähnt

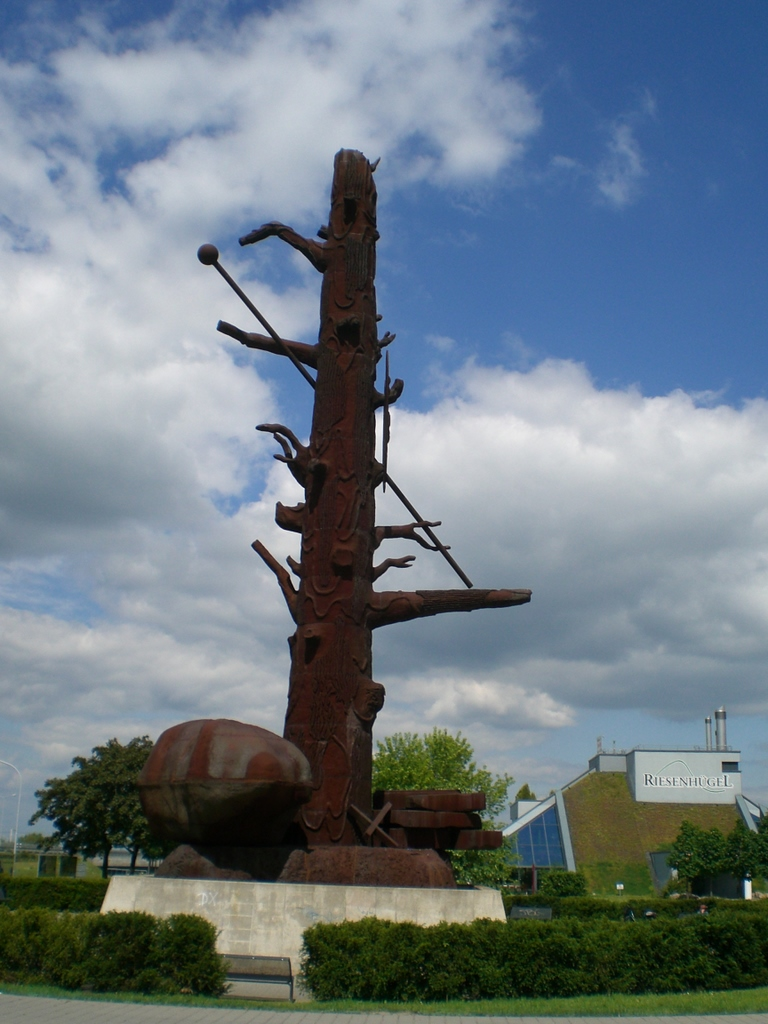
Stahlgussplastik Elbquelle
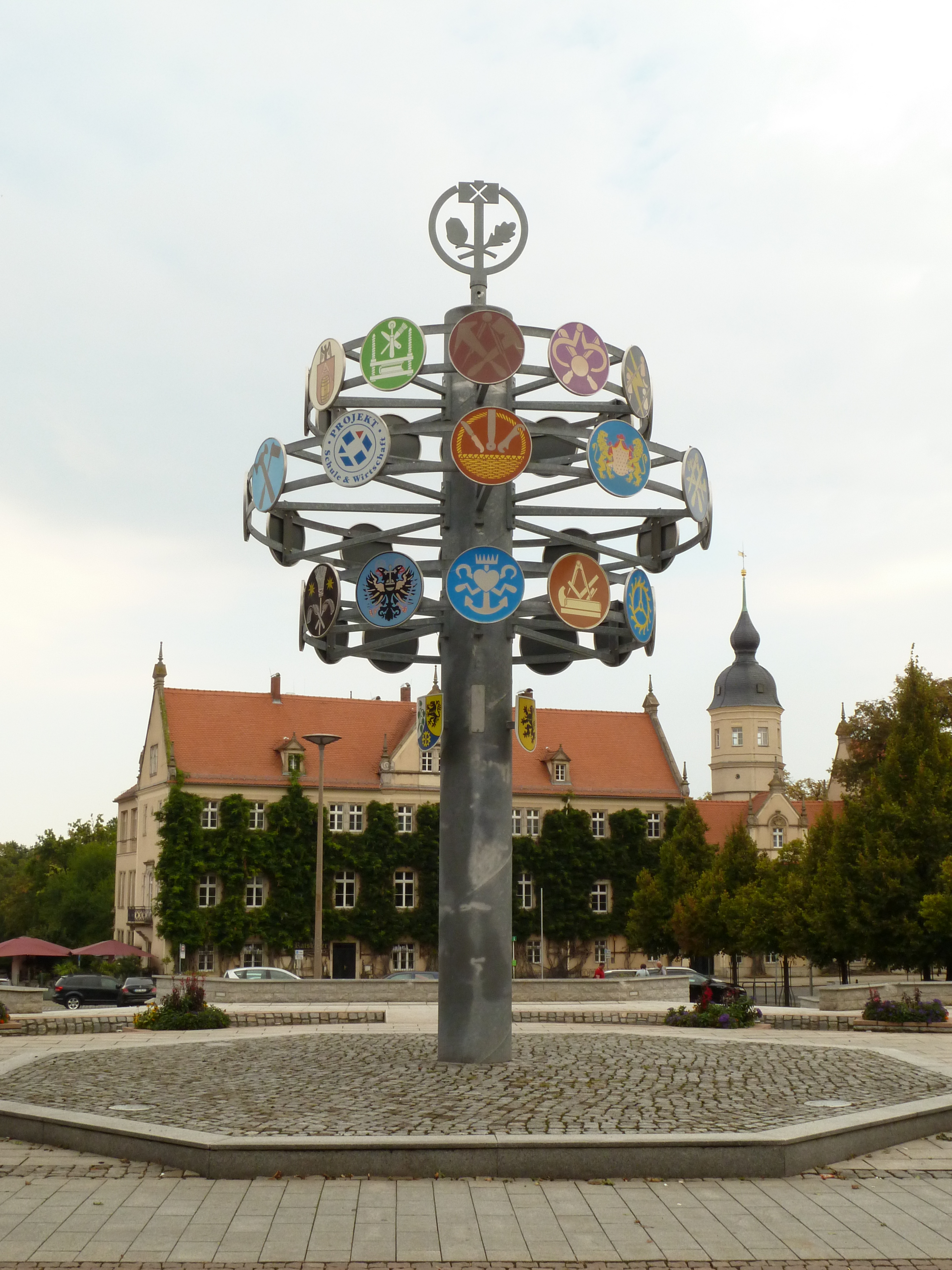
Zunftbaum auf dem Rathausplatz
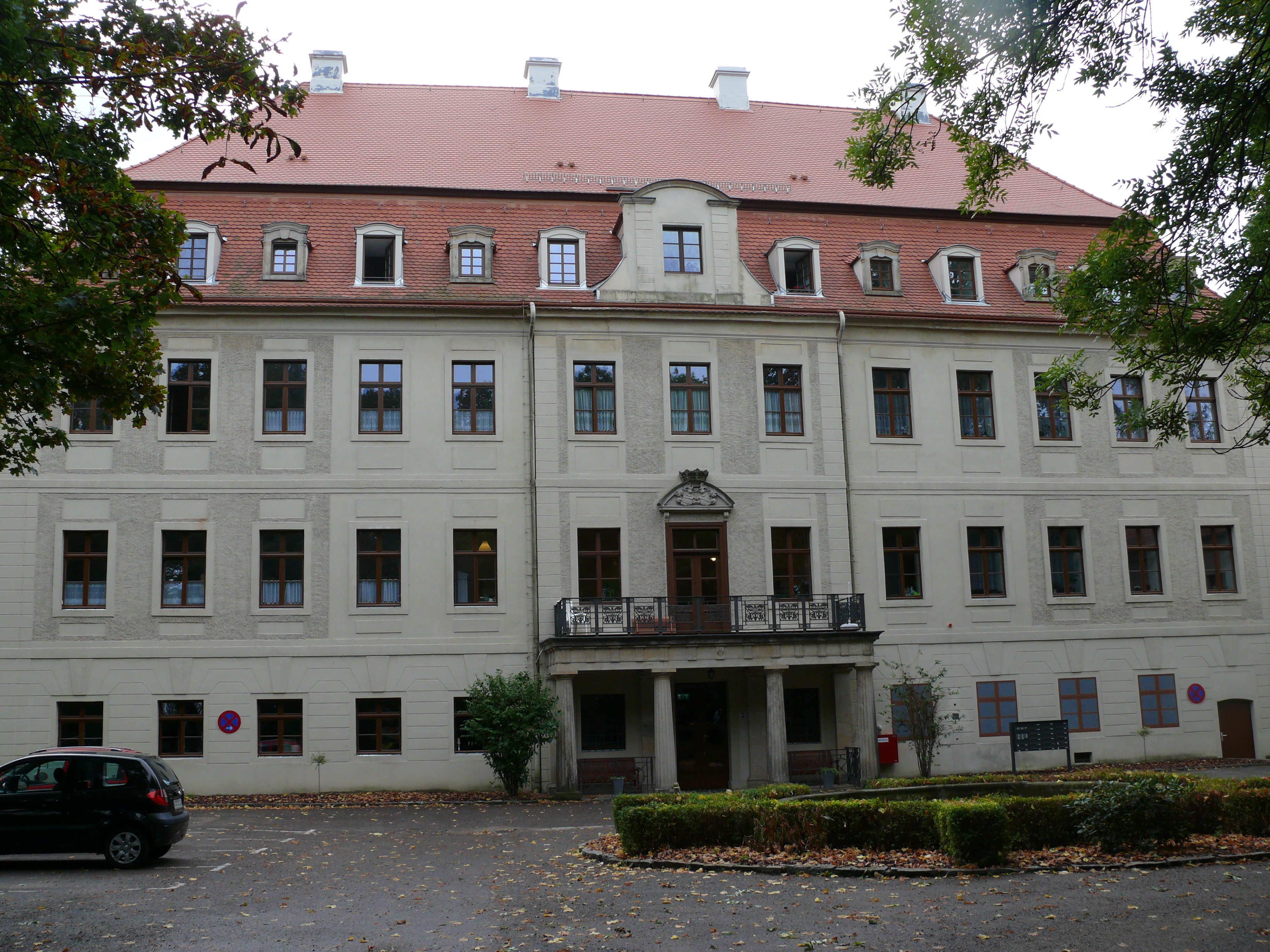
Schloss Gröba
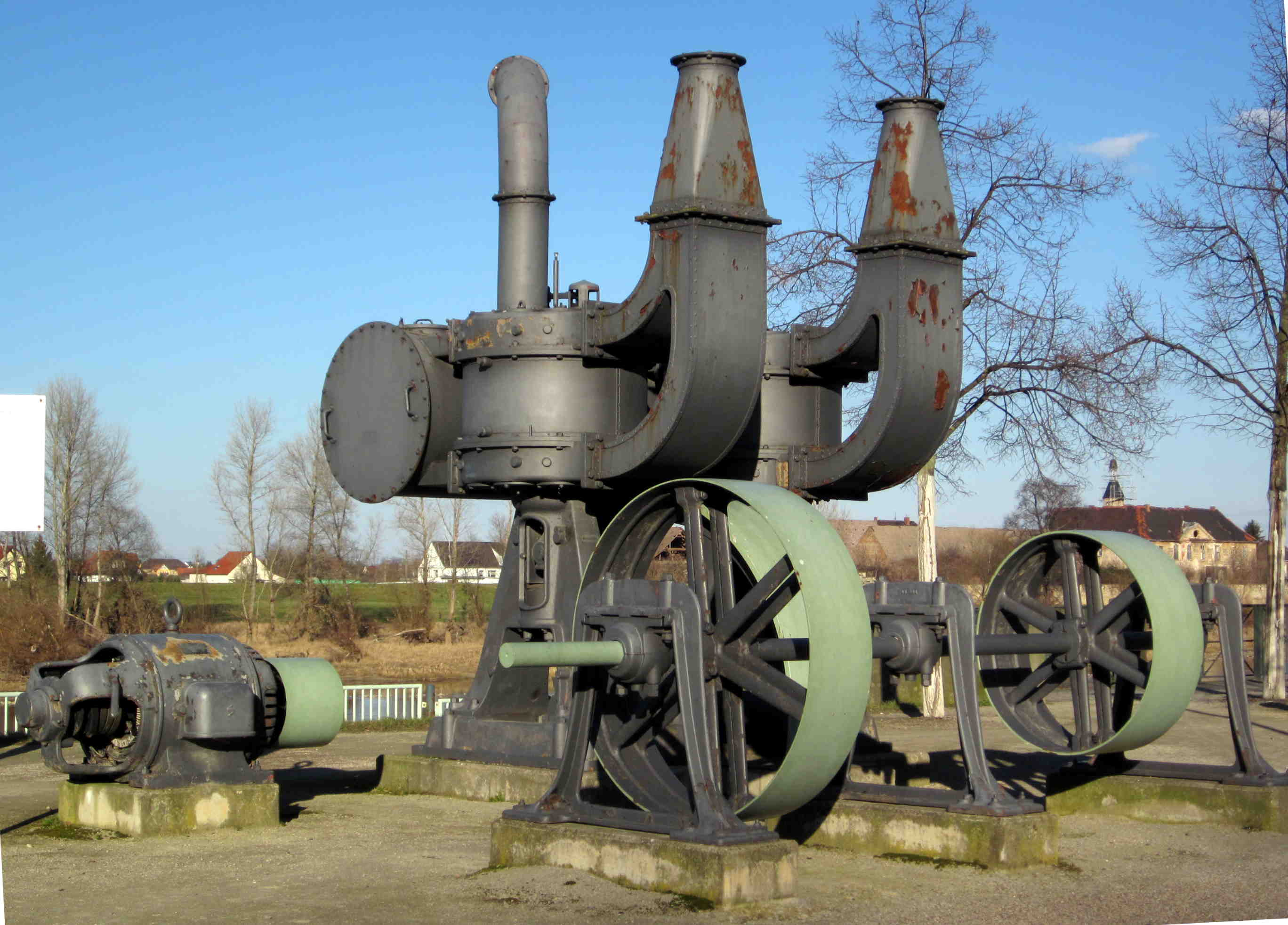
Getreideförderanlage

### Elberadweg
Der 1200 km lange Elberadweg führt durch Riesa. Vom Elbradweg aus kann man viele Sehenswürdigkeiten der Stadt schnell erreichen. Entlang der Elbe führt der Elberadweg durch die Stadt; einige Kilometer elbabwärts nähert sich ein ökumenischer Pilgerweg.

### Regelmäßige Veranstaltungen
- Stadtfest
- Riesaer Sommerbühne
- Kneipennacht
- Automeile
- Oktoberfest
- Klosterweihnacht
- Tanzmeile

## Wirtschaft und Infrastruktur

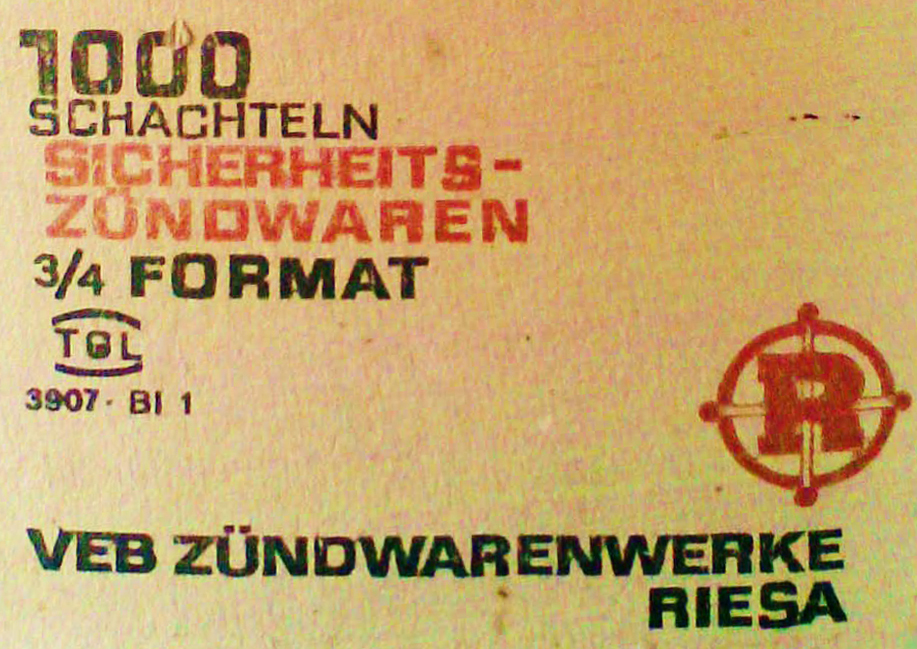
VEB Zündwarenwerke Riesa

Die Große Kreisstadt Riesa war zu DDR-Zeiten eine Industriestadt. Insbesondere das Stahlwerk, mit über 13.000 Beschäftigten das größte metallurgische Kombinat der DDR, prägte die Stadt. Die Wende 1989/90 führte zum Zusammenbruch vieler Industriebetriebe (u. a. Baumwollspinnerei, Aropharmwerk, Konsum - Backwarenbetrieb) und zu einer starken Abwanderung der Einwohner aus Riesa.
Die wirtschaftliche Grundlage der Stadt blieb dennoch die Industrie, gegenwärtig sind die Elektronik-, Stahl-, Lebensmittel-, Automobilzulieferer- und Chemieindustrie vertreten, die gleichzeitig die Voraussetzungen für den handwerklichen Mittelstand bilden. Durch die Zusammenarbeit mit einem schwäbischen Teigwarenhersteller konnte die traditionsreiche Riesaer Nudelherstellung weitergeführt werden und ist Marktführer in Deutschland.
Die im Jahr 1923 gegründete Fabrik zur Streichholzherstellung wurde 1993 aufgegeben. Während die Produkte aus anderen Ländern kommen, wird das Logo mit dem R im Kreis weiterhin verwendet.
Die Muskator-Werke Tierernährung GmbH ging 2015 in Insolvenz.

### Ansässige Unternehmen (Auswahl)

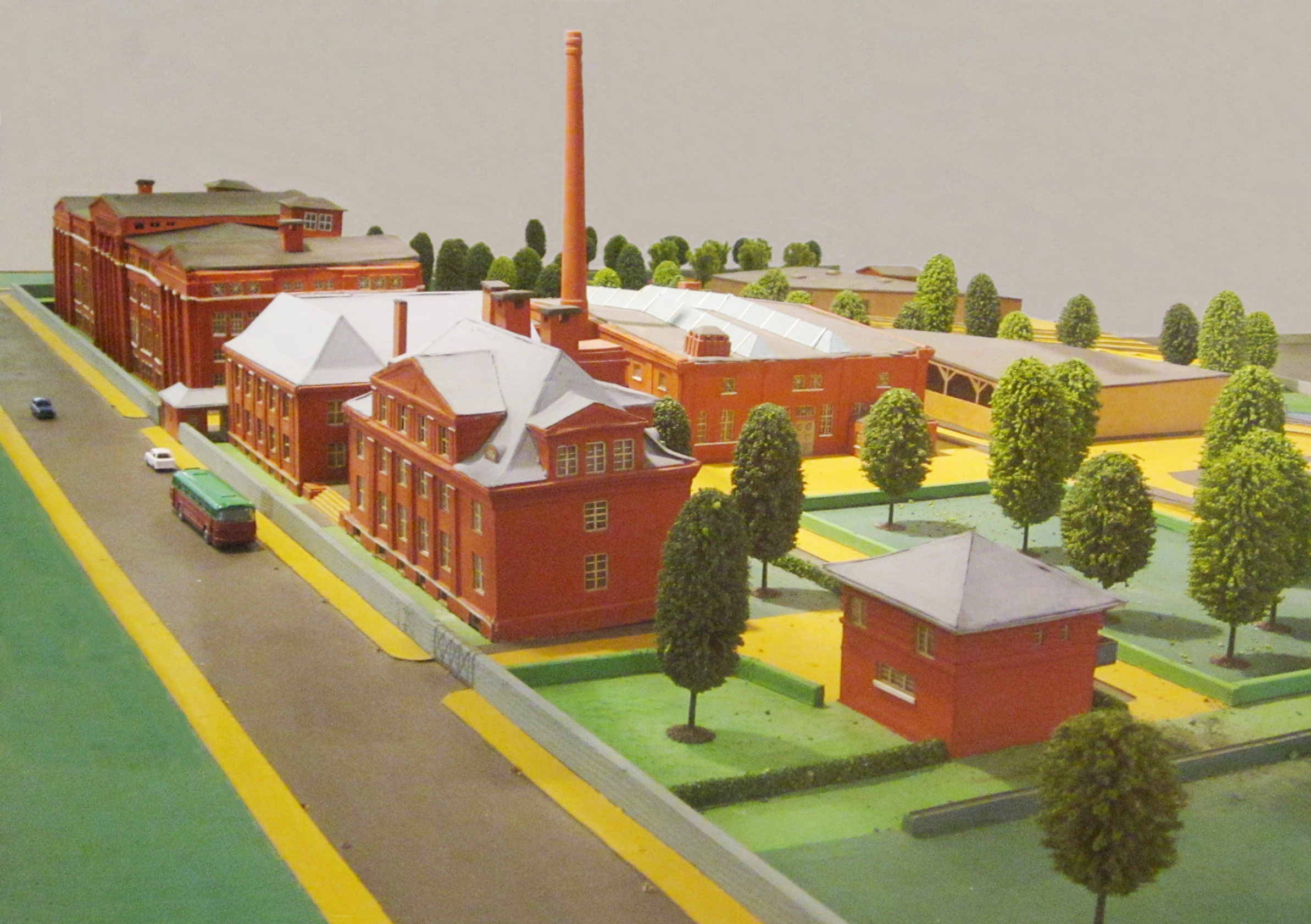
Teigwaren Riesa GmbH, Modell

- Goodyear Dunlop Tires Germany GmbH – Werk Riesa: Herstellung von PKW-Reifen, ca. 650 Beschäftigte
- ESF Elbe-Stahlwerke Feralpi, ca. 500 Mitarbeiter
- Neways Electronics Riesa, Elektronik-Dienstleister, ca. 770 Beschäftigte
- Teigwaren Riesa GmbH mit Nudelcenter und „gläserner Produktion“, ca. 135 Beschäftigte
- Cargill GmbH, Herstellung von Pflanzenölen, ca. 100 Beschäftigte
- Kappus Seifenwerk Riesa, ca. 100 Beschäftigte (Gründung 1911, soll Ende 2023 schließen)
- Puschendorf Textilservice GmbH – NL Riesa (ehem. MTR)
- Freyler Industriebau GmbH
- Handelshof Riesa GmbH, Partner für Technik (ca. 200 Beschäftigte)[34]

### Verkehr

#### Schienenverkehr

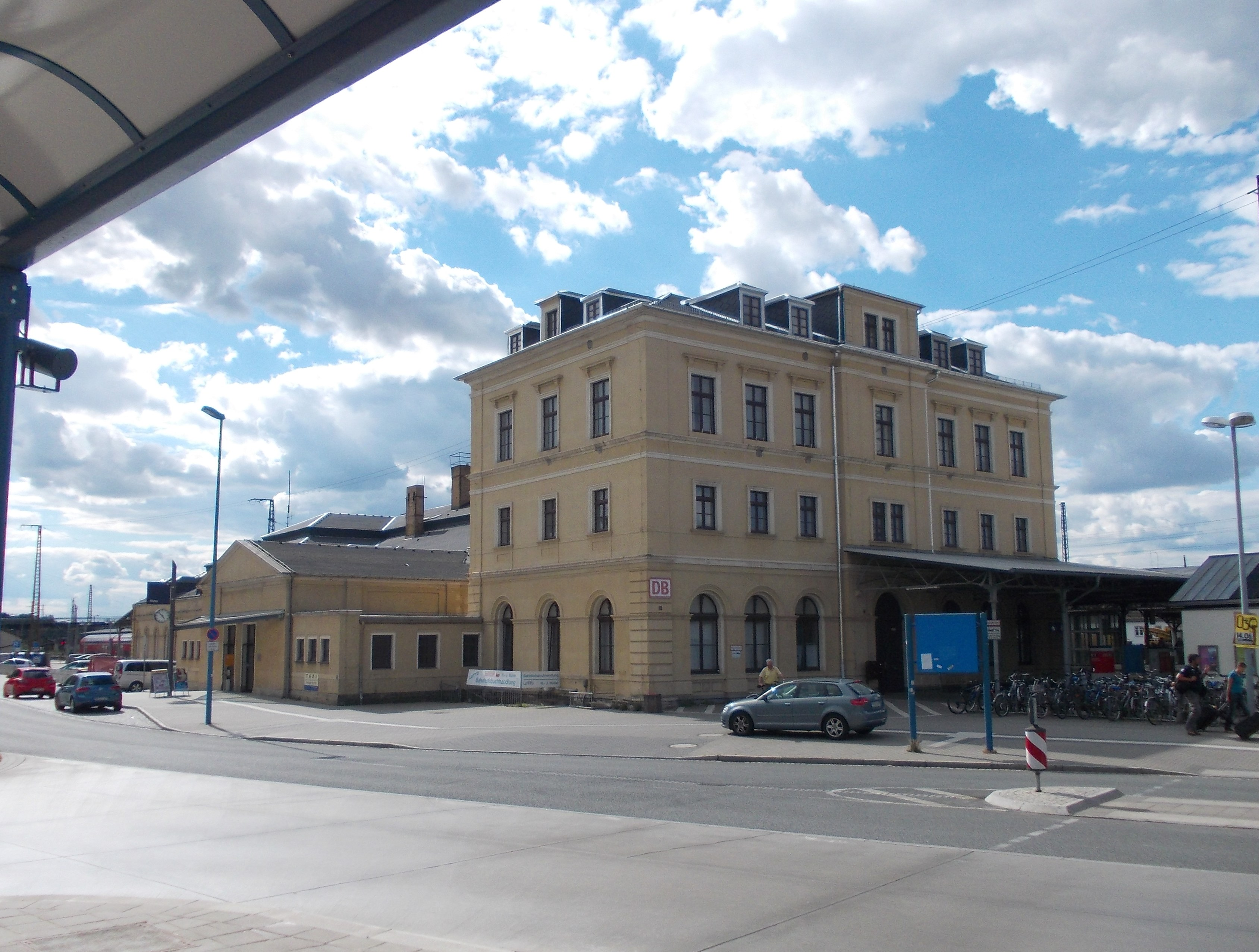
Bahnhof Riesa

Der Bahnhof Riesa liegt an den Eisenbahnstrecken Leipzig–Dresden und Berlin–Chemnitz. Hier halten zweistündlich Intercity- und Intercity-Express-Züge und stündlich die Regionalzüge zwischen Leipzig und Dresden sowie zwischen Chemnitz und Elsterwerda.
Der Verkehrsverbund Oberelbe plant die Einrichtung einer S-Bahn-Linie von Riesa nach Dresden.

#### Straßenverkehr
In Riesa beginnt die Bundesstraße 182. Außerdem kreuzen sich hier die Bundesstraßen B 6 und die im Stadtbereich vierspurig ausgebaute B 169, durch die die Anbindung an die A 14 gegeben ist.

#### Schifffahrt

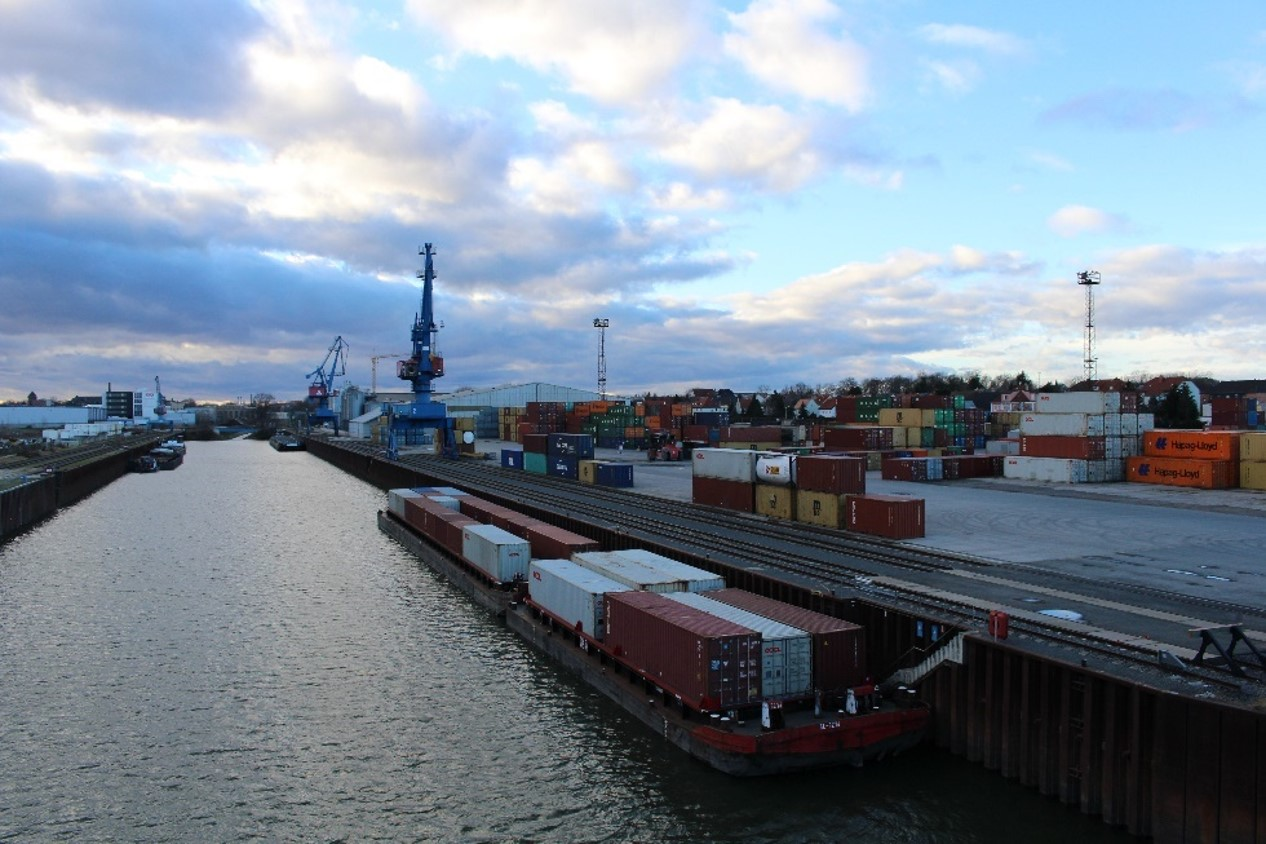
Riesaer Hafen

Riesa besitzt einen Binnenhafen an der Elbe, der von der Brücke der B 182 überspannt wird. Er bringt den zweitgrößten Umschlag der neuen Bundesländer und ist an das Straßen- und Eisenbahnnetz angeschlossen. Hier werden vor allem Container umgeschlagen. Der Hafen Riesa wird von der Sächsische Binnenhäfen Oberelbe GmbH (SBO) betrieben, die 2014 hier 41.800 TEU (Standardcontainer) umgeschlagen hat. Riesa liegt an der Elb-Route von Flusskreuzfahrten.
Zwischen Riesa und Promnitz verkehrt eine Elbfähre für Personen und Fahrräder. Die Promnitzer Fähre wurde bereits 1197 erwähnt.

#### Flugplätze
Bei Riesa liegen der Flugplatz Riesa-Göhlis und das Segelfluggelände Riesa-Canitz.

#### Öffentlicher Personennahverkehr
Der Riesaer Stadtverkehr war von 1889 bis 1924 von der Riesaer Straßenbahn bedient worden. Gegenwärtig (2018) werden sechs Stadtbuslinien von der Verkehrsgesellschaft Meißen (VGM) bedient. Daneben gibt es einige Regionalbuslinien.
Die Wegebahn Stahlmax, die im Jahr 2017 teilweise ausfiel und repariert wurde, verkehrt(e) auf der damals (gemäß eigener Werbung) „längsten Einkaufsmeile Sachsens“.

### Bildung und Forschung

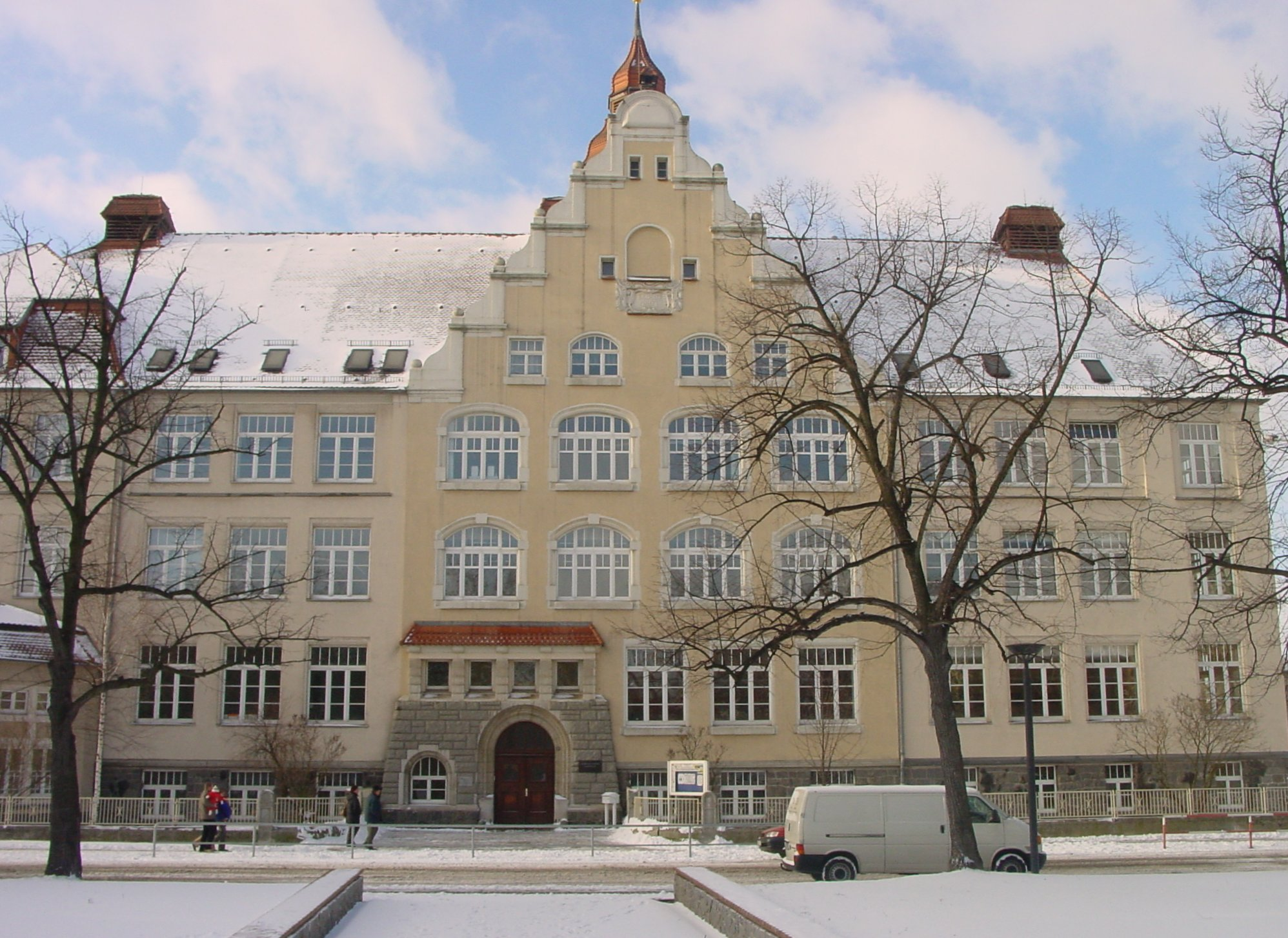
Werner-Heisenberg-Gymnasium

In Riesa befinden sich drei Grundschulen, darunter die evangelische Trinitatisschule in freier Trägerschaft. Es gibt zwei Oberschulen, drei Gymnasien und ein Berufsschulzentrum. Das Werner-Heisenberg-Gymnasium ist seit der Wende Nachfolger der mathematisch-naturwissenschaftlich-technischen Spezialschule Friedrich Engels. Das Städtische Gymnasium ging aus einer Fusion des Max-Planck-Gymnasiums (ehemalige Erweiterte Oberschule Max Planck) und des Manfred-von-Ardenne-Gymnasiums im Ortsteil Weida hervor. Das Christliche Gymnasium Rudolf Stempel startete am 22. August 2011 seinen Schulbetrieb und hat eine freie Trägerschaft. Das Berufsschulzentrum bietet die Berufsausbildung sowie die Fachoberschule und Berufliches Gymnasium in den Fachrichtungen Wirtschaft und Technik an.
Die Staatliche Studienakademie Riesa ist ein Standort der Dualen Hochschule Sachsen und bietet das Studium in sieben verschiedenen Studienrichtungen mit Bachelorabschluss an.
Die private Management Akademie Riesa (MARie) war bis Juli 2014 eine Privathochschule, die ein privat-staatlich kombiniertes Studium anbot. Seit 2009 gehörte sie zur städtischen Förder- und Verwaltungsgesellschaft (FVG). Diese hatte in Kooperation mit der Fachhochschule Mittweida die kombinierten privat-staatlichen Studiengänge Medien-, Sport- und Eventmanagement sowie Sportjournalismus, Sportmanagement und PR-/Kommunikationsmanagement angeboten.
Mit dem VFUP Riesa e. V. hat Riesa einen bekannten Forschungsdienstleister auf den Gebieten Rohrherstellung, Umformtechnik und Weiterbildung für Industriemitarbeiter. Durch die umfangreichen Kontakte des Vereins und dem gemeinsamen Wirken mit der Stadtverwaltung Riesa konnte der Investor Vallourec & Mannesmann gewonnen werden. Durch diesen wird das am 3. Dezember 2010 eingeweihte Rohrforschungszentrum in Riesa betrieben. Es ist das weltweit modernste Zentrum seiner Art. Zur Eröffnung des Vallourec Research Riesa / Rolling Laboratory waren der damalige Bundesinnenminister Thomas de Maizière und der damalige sächsische Ministerpräsident Stanislaw Tillich zugegen.

### Einzelhandel

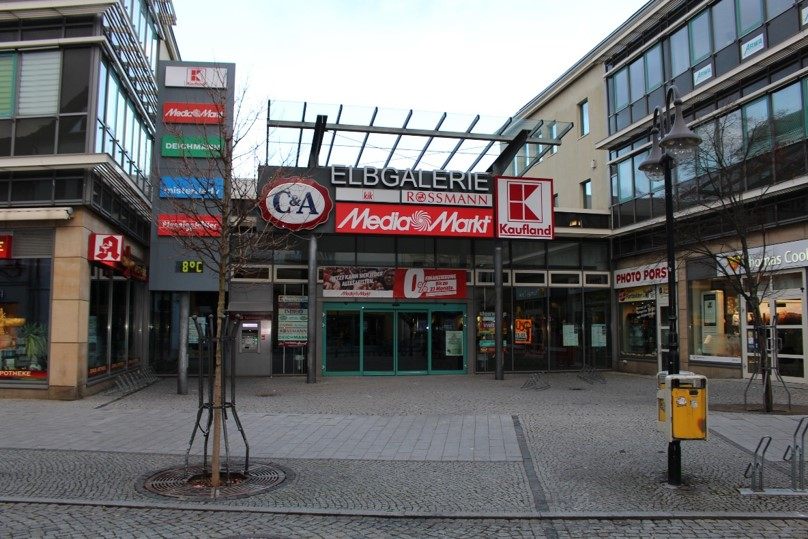
Elbgalerie Riesa

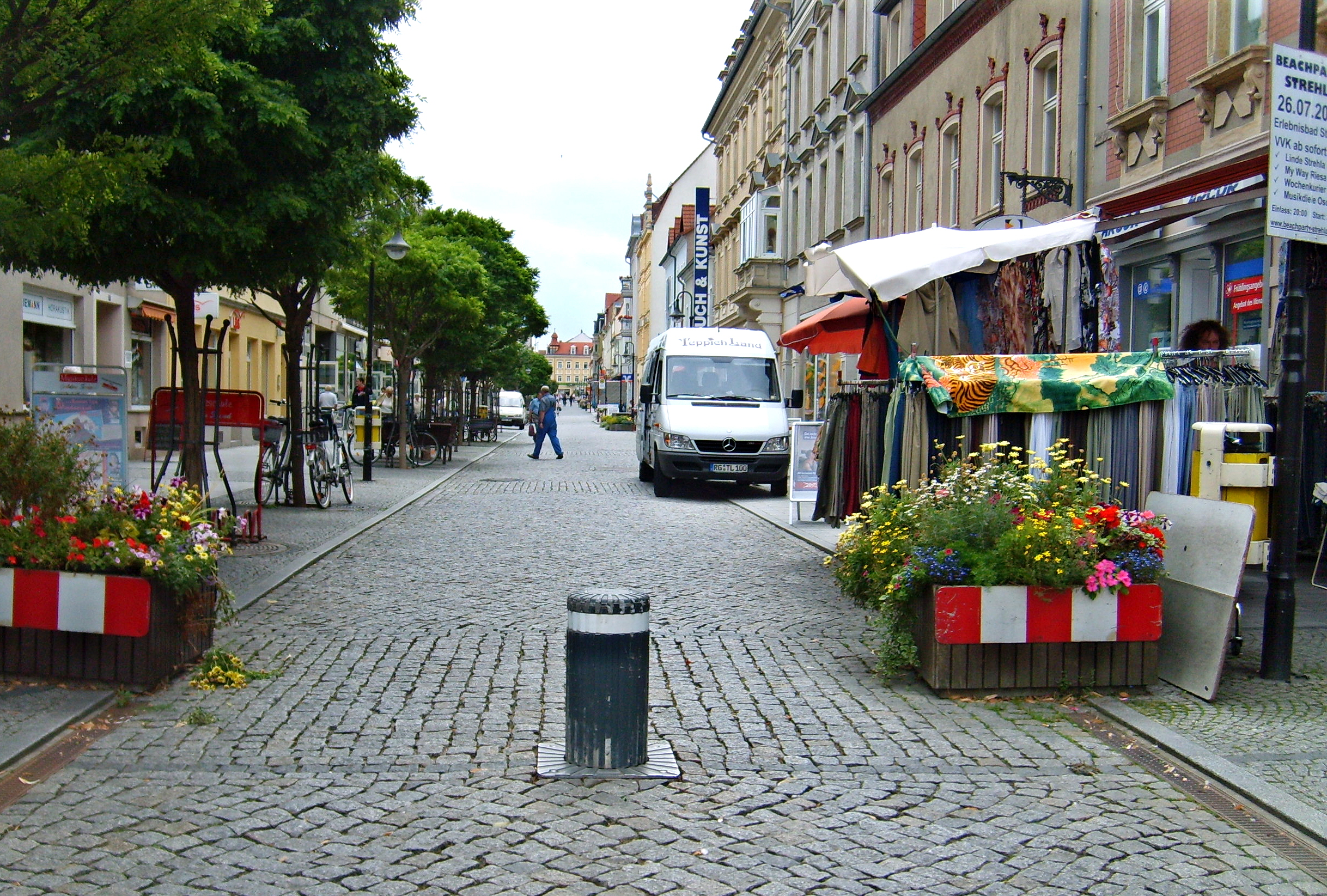
Fußgängerzone in der Riesaer Innenstadt

In der Hauptstraße gibt es zahlreiche Geschäfte, Cafés, Gaststätten, Bankfilialen und ein Kino. Diese Fußgängerzone verbindet die Bahnhofstraße als Verlängerung der Elbquelle mit dem Rathausplatz und ist die längste Einkaufsstraße Sachsens. Die größten Einkaufszentren Riesas sind der Riesapark und die Elbgalerie.

### Medien
Die im Raum Dresden erscheinende Sächsische Zeitung legt ihrer täglichen Ausgabe in Riesa und Umgebung den Regionalteil Riesaer Zeitung bei. Das Riesaer Tageblatt erschien bis 1945 und von 1991 bis etwa 2005. Von Januar 2003 bis Ende Februar 2011 gaben Riesa und Oschatz gemeinsam die RIO-Regionalnachrichten als Amtsblatt heraus. Seit März 2011 gibt es Riesaer als Amtsblatt der Stadt. Der Deutsche-Stimme-Verlag hat im Stadtteil Riesa-Merzdorf seinen Sitz. Er verlegt die Zeitung Deutsche Stimme, die das Parteiorgan der NPD ist und deren 20.000 Exemplare je monatlicher Auflage in der litauischen Hauptstadt Vilnius gedruckt werden. Gegen Aktivitäten im Umfeld des Verlages hat sich ein breites Bündnis demokratischer Kräfte gebildet, dessen bisher bedeutendster Erfolg die Umbenennung der Mannheimer Straße, auf der sich das Verlagsgebäude befindet, in Geschwister-Scholl-Straße ist. Im Stadtgebiet und in einigen Nachbargemeinden ist über Kabel Riesa-TV zu empfangen. Seit etwa 1991 erscheint mittwochs der Riesaer Wochenkurier als unabhängige, kostenlose Wochenzeitung im Altkreis Riesa.

### Gesundheitswesen
Die Riesaer Krankenhauswurzeln gehen ins Jahr 1861 zurück, in dem ein Armen- und Krankenhaus entstand. 1880 wurde in der heutigen Hauptstraße ein Johanniter-Krankenhaus gebaut, welches 1902 geschlossen wurde. Dem folgte dann das Städtische Krankenhaus am heutigen Standort. 1868 wurde mit einem Hospital unweit der heutigen Klinik in Großenhain der Grundstein für die medizinische Versorgung gelegt. Das jetzige Haus wurde 1962 erbaut. Im Jahr 2007 wurden die Krankenhäuser in Riesa und Großenhain zu einem Plankrankenhaus zusammengeführt. Beide Häuser sind seit 2008 Teil der kommunalen Klinikengruppe Elblandkliniken.
Das Elblandklinikum Riesa mit etwa 500 Beschäftigten verfügt über 320 vollstationäre Betten. Es wird in den kommenden fünf bis sechs Jahren für 55 Millionen Euro modernisiert. Zurzeit wird ein flacher Teilneubau (Notaufnahme, Intensivstation) gebaut sowie die schrittweise Erneuerung des Haupthauses.

### Öffentliche Einrichtungen
- In Riesa befindet sich eine Außenstelle des Landratsamtes Meißen.
- Die Stadt Riesa ist Sitz des Amtsgerichts Riesa.
- Seit 1995 befindet sich ein Ortsverband des Technischen Hilfswerks (THW) in Riesa.
- Hauptsitz der Agentur für Arbeit Riesa.

## Sport

### Sportstadt Riesa
Der wahrscheinlich älteste Verein in Riesa war der 1845 gegründete Schützenverein. 1860 entstand aus kleineren Gruppen der Turnverein Riesa. Im Jahre 1892 gründete sich die Riege Wacker und 1903 die Riege Frisch auf. Außerdem gab es eine Sängerriege und eine Musikabteilung. Riesas Ruderclub wurde 1889 gegründet. Nach dem Zweiten Weltkrieg erfolgte die Umbenennung in Ruderverein Riesa. 1908 wurde der Schwimmclub Otter gegründet. Er nutzte die Elbe für das Training, später das Elbbad vor Promnitz. Für Wettkämpfe wurde im Gröbaer Hafen eine provisorische Strecke abgesteckt. Es wurden aus Sicherheitsgründen nur Schwimmer aufgenommen. Die Damenhandballabteilung wurde 1927 gegründet.

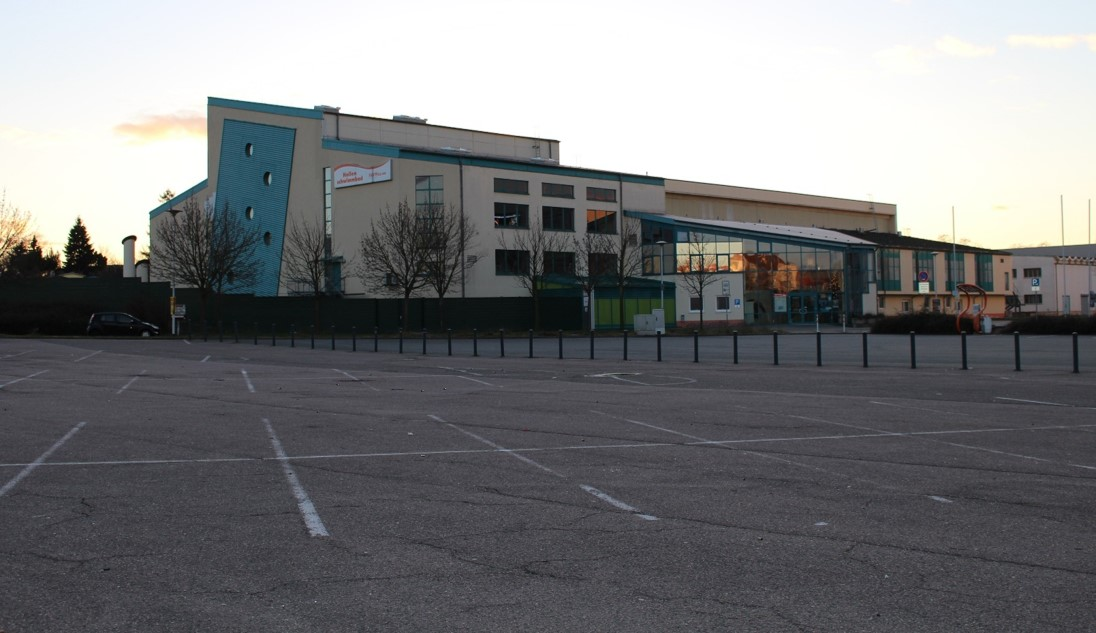
Schwimmhalle Riesa

Der Riesaer SV wurde 1903 gegründet. Er widmete sich vorwiegend dem damals „verpönten“ Fußball. Im September 1948 wurde der Verein in BSG Stahlwerk Riesa umbenannt. 1968 erreichte er als BSG Stahl Riesa den Aufstieg in die DDR-Oberliga. 2003 führte ein Insolvenzverfahren zur Auflösung des FC Stahl Riesa; der Verein wurde vom SC Riesa übernommen. Kurz darauf wurde der TSV Stahl Riesa als neuer Verein gegründet, der sich seit 2012 wieder BSG Stahl Riesa nennt.
Ein weiterer in Riesa beheimateter Sportverein ist der im Dezember 2002 gegründete Riesaer Cheerleaderverein, der mit Europameistertitel und Weltmeisterschaftsbronze zur deutschen Spitze der Sportart Cheerleading gehört.
Seit Mitte der 1990er Jahre strebten Entscheidungsträger um Wolfram Köhler in Riesa einen „von oben verordneten Imagewechsel“ von der Stadt des Stahls zur Sportstadt an. Durch die Sumō-Weltmeisterschaft 1999 in der im selben Jahr fertiggestellten SACHSENarena gelang eine Wende, und durch weitere internationale Sportveranstaltungen wurde der Trend gefestigt. Diese 8000 Quadratmeter große und bis zu 13.000 Zuschauer fassende Multifunktionshalle kann sowohl für Sportwettkämpfe als auch für Konzerte und andere Veranstaltungen genutzt werden. Ein Höhepunkt dieser Entwicklung war die Beteiligung Riesas an der „Olympia-2012-Kampagne“ Leipzigs. Dieses Sportstadtkonzept mit seinen ausgabenintensiven Strukturen führte Riesa 2010 in eine finanzielle Notlage. Wegen der Sparzwänge wurden Projekte wie der Spitzenschwimmsport eingestellt. Mittlerweile werden seit über 20 Jahren Tap- und Show-Dance-Weltmeisterschaften ausgetragen.

### Sportstätten

#### Sportzentrum „Pausitzer Delle“
Im Sportzentrum ist ein vielfältiges Angebot an Sportarten möglich. Die Schwimmhalle, das Leichtathletikstadion, die WM-Halle und die Doppel-Bobanschubbahn, dazu gehört die „SACHSENarena“. Zudem wurde eine WM-Halle für viele Wettkampfveranstaltungen wie die Tanz-WM oder Europameisterschaften im Gewichtheben 1998 errichtet. In der „SACHSENarena“ werden neben sportlichen Höhepunkten auch kulturelle Höhepunkte geboten.

#### Sportkomplex „Klötzerstraße“
Im Sportkomplex befindet sich neben einer Kunstturnhalle auch eine Boxhalle sowie das „Haus 40“ für Rehakurse. Der Sportkomplex wird hauptsächlich vom SC Riesa benutzt.

#### Stadien
Neben dem vor allem in der DDR genutzten „Ernst-Grube-Stadion“ spielt die BSG Stahl Riesa hauptsächlich ihre Spiele in der „FERALPI-Arena“. Im Sportzentrum „Pausitzer Delle“ gibt es auch einen Kunstrasenplatz.

#### Flugsport
Der Verkehrslandeplatz „Air Park – Riesa“ in Riesa-Göhlis bietet Flugschulen und den Fliegerclub Riesa e. V. Außerdem gibt es das Segelfluggelände Riesa-Canitz im Stadtteil Riesa-Canitz. Hier befindet sich der traditionsreiche Segelfliegerclub Riesa-Canitz e. V., jährlich wird die Canitzer Streckenflugwoche ausgetragen. An dem Wettbewerb nehmen bis zu 75 Teams aus ganz Europa teil, die mehrere hundert Kilometer am Tag nach festgelegten Routen fliegen.
Während des 2. Weltkrieges war der Flugplatz der Luftkriegsschule als eine Außenstelle des Flugplatzes Oschatz entstanden.